# 2019冠状病毒病辽宁省疫情
2019冠状病毒病辽宁省疫情，介绍2019冠状病毒病疫情中，在中华人民共和国辽宁省发生的情况。

## 时间轴

### 2020年1月
2020年1月21日，辽宁省大连市出现首例疑似病例，此患者出現病徵前曾前往武漢。
1月22日，通報2例確診病例。分別為33歲及40歲男性，在湖北武漢及仙桃工作，返回大連及撫順後就診，22日獲確認為病例。1例為重症，均在武漢停留過，其中後者曾短暫停留於撫順并在瀋陽接受隔離治療。
1月23日，通报新增1例。截至1月23日11时，辽宁省累计报告新型冠状病毒感染的肺炎确诊病例3例。目前3名患者均在定点医院隔离治疗，病情稳定。全部密切接触者均实施医学观察。
1月24日，通报新增1例，累计4例。患者男性，朝阳凌源市人，42岁，1月18日由武汉乘坐动车组列车至北京西，后自行开车至凌源市。目前，患者属重症病例，生命体征平稳。其密切接触者38人均在医学观察中。
1月25日0时，通报新增8例，累计12例。重症病例9例。
1月25日日间，通报新增3例（均为重症病例）。晚间通报新增1例，为大连市确诊病例。
1月26日0时，通报新增1例，为营口市确诊病例；上午9时通报新增2例，均为丹东市、盘锦市首发病例；下午4时30分通报新增2例，为本溪市、沈阳市病例。截至2020年1月26日15时，辽宁省累计报告新型冠状病毒感染的肺炎确诊病例21例，重症病例12例。其中确诊病例中，沈阳市6例、大连市4例、本溪市2例、丹东市1例、营口市1例、铁岭市2例、朝阳市2例、盘锦市1例、葫芦岛市2例。同日起，本溪市公交临时停运。
1月27日0时，辽宁省通报新增1例，为盘锦市输入性轻症病例；上午10时通报新增1例，为沈阳市输入性重症病例；中午12时通报新增1例，为大连市确诊病例，系武汉输入病例家属，该病例属重症病例；晚上6时通报新增3例，均为丹东市输入性轻症病例。
1月28日，辽宁省通报新增3例输入性新型冠状病毒感染的肺炎确诊病例，其中沈阳市1例、丹东市1例、辽阳市1例，均属普通型病例，辽阳市属首发病例。同日起，沈阳市民乘坐地铁时必须佩戴口罩，否则禁止乘坐。
1月29日，辽宁省通报新增9例输入性新型冠状病毒感染的肺炎确诊病例，其中锦州市4例、朝阳市2例、葫芦岛市2例、沈阳市2例，均属普通型病例，锦州市属首发病例，沈阳市确诊病例为现有确诊病例的密切接触者。
1月30日，辽宁省通报新增2例输入性新型冠状病毒感染的肺炎确诊病例，其中本溪市1例，属重型病例；盘锦市1例，属普通型病例。
1月31日，辽宁省通报新增19例新型冠状病毒感染的肺炎确诊病例，其中沈阳市3例,大连市3例,朝阳市2例,锦州市3例,铁岭市1例,盘锦市4例,鞍山市1例，阜新市1例，葫芦岛市1例，均属普通型病例。

### 2020年2月
2月1日，辽宁省通报新增3例新型冠状病毒感染的肺炎确诊病例，其中大连市2例，阜新市1例。同日晚通报丹东市新增1例输入性新型冠状病毒感染的肺炎确诊病例，属普通型病例。
2月2日，辽宁省通报新增6例新型冠状病毒感染的肺炎确诊病例，其中沈阳市1例，大连市2例，阜新市1例，辽阳市1例，盘锦市1例，均属普通型病例。
2月3日，辽宁省通报新增4例新型冠状病毒感染的肺炎确诊病例，其中沈阳市2例，阜新市2例。
2月4日，辽宁省通报新增3例新型冠状病毒感染的肺炎确诊病例，其中大连市1例，阜新市2例，均属普通型病例。同日，辽宁省第2例新型冠状病毒感染的肺炎确诊病例治愈出院。同日晚，辽宁省通报新增4例新型冠状病毒感染的肺炎确诊病例，其中沈阳市3例，葫芦岛市1例，均属普通型病例。
2月5日，辽宁省通报新增8例新型冠状病毒感染的肺炎确诊病例，其中沈阳市5例，大连市1例，丹东市1例，葫芦岛市1例。新增7例病例中有2例轻型病例、6例普通型病例。新增2例出院病例，其中沈阳市1例、大连市1例。
2月6日，辽宁省通报新增5例新型冠状病毒感染的肺炎确诊病例，其中鞍山市2例、盘锦市3例。其中1例为重型病例，4例为普通型病例。丹东市1例治愈出院。
2月7日，辽宁省通报新增5例新型冠状病毒感染的肺炎确诊病例，其中沈阳市2例、锦州市1例、葫芦岛市2例，1例为重型病例、3例为普通型病例、1例为轻型病例。锦州市1例、沈阳市1例治愈出院。
2月8日，辽宁省通报新增6例新型冠状病毒感染的肺炎确诊病例，其中大连市2例，1例为普通型病例、1例为重型病例；辽阳市1例，为普通型病例；锦州市1例，为普通型病例、沈阳市1例、锦州市1例，均为普通型病例。沈阳市治愈出院1例。
2月9日，辽宁省通报新增2例新型冠状病毒感染的肺炎确诊病例，其中铁岭市输入性1例、锦州市1例，均为普通型病例。新增出院病例4例，其中沈阳市2例、丹东市2例。
2月10日，辽宁省通报阜新市新增1例新型冠状病毒肺炎确诊病例,为普通型病例。累计报告新型冠状病毒肺炎确诊病例108例，治愈出院12例。108例确诊病例中，沈阳市26例、大连市16例、鞍山市3例、本溪市3例、丹东市7例、锦州市11例、营口市1例、阜新市8例、辽阳市3例、铁岭市4例、朝阳市6例、盘锦市11例、葫芦岛市9例。96名在治患者均在定点医疗机构隔离治疗，其中重型病例12例，危重型病例2例。 96名在治患者中，65例病例为输入性病例，31例病例为本地感染病例。
2月22日9時起，遼寧省疫情防控應急響應級別由一級應急響應調整為省級三級應急響應。

### 2020年3月
3月19日，辽宁省排查发现首例境外输入性确诊病例，为英国返回辽宁籍学生，属普通型病例。患者在英国就读，3月14日乘坐KE908次航班从英国伦敦出发，中途转机韩国首尔机场，3月16日乘坐KE831次航班抵达沈阳桃仙机场，入关后立即被集中隔离，隔离观察期间出现临床症状，经专家组评估确认为确诊病例，转入省集中救治中心沈阳中心治疗。
3月22日，辽宁省新增第二例境外输入性确诊病例，为47岁铁岭籍女子。患者于3月20日从巴拉哈斯机场乘坐CA908次航班飞往北京，3月21日凌晨5时抵达北京首都机场，入境时测量体温无发热，出关后在公共区域等待回沈航班。3月21日20时乘坐CA1601次航班从北京首都机场起飞，21时30分抵达沈阳桃仙机场，测量体温无发热。随后乘铁岭县指定用车离开桃仙机场，抵达铁岭县集中隔离点汉庭宾馆实施集中隔离观察。3月22日19时市疾控中心实验室核酸检测结果呈阳性，随后由市中心医院120负压救护车转运至铁岭市传染病医院隔离观察治疗。23时经省专家组评估确认为境外输入型新型冠状病毒肺炎确诊病例，为普通型病例。
3月26日，大连市确认首起境外输入病例。患者为15岁留美学生，东京时间3月25日9时50分从东京成田机场乘坐日本航空JL827航班，于11时30分到达大连周水子国际机场。当日22时，大连海关对程某鼻咽拭子核酸检测结果为阳性。26日，经省级专家组评估确认为确诊病例(轻型)。

### 2020年4月
4月15日，遼寧高三復課。
4月18日，辽宁七个城市推迟开学时间。

### 2020年5月
5月10日0时至15时，辽宁省新增1例本土2019冠状病毒病确诊病例。该患者从吉林市搭乘高铁抵达沈阳。
5月11日，沈阳市统筹推进新冠肺炎疫情防控和经济社会发展工作指挥部发布公告，对4月22日以来舒兰市来沈返沈人员，一律实行指定宾馆集中隔离观察14天，期间进行2次核酸检测。
5月13日，辽宁省新增2例本土2019冠状病毒病确诊病例（其中1例为无症状感染者转为确诊病例）。

### 2020年6月
6月13日0时至24时，辽宁省新增2例确诊病例，均为6月12日沈阳市报告的无症状感染者转归确诊病例（系北京市6月12日确诊病例密切接触者）。
6月15日0时至24时，辽宁省新增1例境外输入（来自白俄罗斯）确诊病例，为沈阳市报告病例，属普通型病例。
6月18日，辽宁省新增1例确诊病例，為北京市确诊病例的密切接触者。
6月21日，辽宁省新增1例境外输入（来自白俄罗斯）确诊病例，为沈阳市报告病例，属普通型病例。
6月28日，辽宁省新增1例境外输入（来自白俄罗斯）确诊病例，为沈阳市报告病例，属普通型病例。

### 2020年7月
7月5日，辽宁省新增1例境外输入（来自俄罗斯）确诊病例，为沈阳市报告病例，属普通型病例。
7月7日，辽宁省新增2例境外输入（均来自俄罗斯）确诊病例，均为沈阳市报告病例，均属普通型病例。
7月8日，辽宁省新增3例境外输入（均来自俄罗斯）确诊病例，其中1例为7月5日沈阳市报告的无症状感染者转归确诊病例，属轻型病例；2例为大连市报告病例，均为俄罗斯籍船员，均属普通型病例。
7月9日，辽宁省新增1例境外输入（来自俄罗斯，系俄罗斯籍船员）确诊病例，为大连市报告病例，属普通型病例。
7月10日，辽宁省新增1例境外输入（来自俄罗斯）确诊病例，为沈阳市报告病例，属普通型病例。

#### 2020年7月大连聚集性疫情
7月22日，大连市新增1例本土确诊病例，该患者为大連凱洋世界海鮮股份有限公司員工。受此影响，大连地铁3号线大连湾站关闭，暂停举办各类现场招聘活动。
7月23日，大連市人民政府副秘書長羅衛星表示，在22日新增1例確診病例後，大連迅速開展流調排查、人員隔離和核酸檢測。在對密切接觸者的流調排查中，又發現了2個病例和12個無症狀感染者。大连当地电影院自当日起暫停售票，已售出的电影票陸續接受退票。大連文化館、大連市西崗體育館、大連朝鮮族文化藝術館等亦宣布自即日起暫停開放。大連市政府發出通知，呼籲市民近期如無必要不要離開大連，同時減少非必要的聚集性活動。当晚，国家卫健委组建了18人的专家团队抵达大连，指导大连市疫情防控工作。甘井子区大连湾街道、西岗区香炉礁街道工人村社区升级为中风险地区。当日召开的大连市疫情防控会议强调，全市進入戰時狀態。另外，确需離開大连的須持7日內核酸檢測陰性證明。
7月24日0时至15時，大連市新增確診病例9例、無症狀感染者27例，均為密切接觸者中檢出的。新增的9例確診病例为無症狀感染者轉確診，均为大連凱洋世界海鮮股份有限公司員工。截至24日，大连近20萬人将接受核酸檢測，另外乘坐地鐵3號線的乘客亦需通過核酸檢測才能乘车。西岗区香炉礁街道工人村社区、甘井子区大连湾街道实施封闭管理。当日起，大连多家幼儿园暂停开放。而鞍山市也新增了1例与此次疫情相关的无症状感染者。
7月25日，辽宁省新增13例确诊病例，其中大连市报告12例（普通型11例、轻型1例），均为无症状感染者转归确诊病例；铁岭市报告1例，属普通型病例，为大连市疫情关联病例。当日，辽宁省统筹推进新冠肺炎疫情防控和经济社会发展工作总指挥部发布第14号令，要求迅速切断疫情蔓延的渠道和链条、防止疫情向外输出和扩散。同时要求，对大连凯洋世界海鲜股份有限公司冷冻车间的货品进行全面追溯排查和核酸检测，及时采取下架、封存、销毁等处置措施。当日起，大连市宣布在全市范围内开展免费核酸检查。同時当日起，大连市所有独立开设的门诊部（含诊所）全部停止诊疗服务，社区服务中心、乡镇卫生院严格执行预检分诊，严禁收治发热病人。大连汽车客运总站自当日12时起暂停全部线路售票。当日，甘井子区大连湾街道风险等级升级为高风险，金普新区站前街道盛滨社区、杨家村、先进街道桃园社区风险等级升级为中风险。
另外，2020年中国足球超级联赛也将大连划为赛区，制定了一系列防疫要求，对球队驻地酒店和赛训场地实施严格封闭隔离管理。7月25日，中国足协副主席高洪波在新闻发布会上表示，8支在大连参赛的球队的所有球员已经完成第二次核酸检测，结果全部为阴性。
7月26日，辽宁省新增14例确诊病例，均为大连市报告的无症状感染者转归确诊病例，其中普通型11例、轻型2例、重型1例。
7月27日，辽宁省新增6例本土新冠肺炎确诊病例，均为大连市报告的无症状感染者转归确诊病例。
7月28日起，大连市停止餐饮服务经营单位聚集性就餐活动。同日辽宁省新增8例本土新冠肺炎确诊病例，均为大连市报告的无症状感染者转归确诊病例。原定於當年8月7日至16日在大连举办的中国国际啤酒节取消。
7月29日，辽宁省新增5例本土确诊病例，均为大连市报告病例，其中4例为无症状感染者转归确诊病例，均属普通型病例。
7月30日，大连市市场监督管理局宣布全市药店禁售退热类药品。大连市民政局宣布，暂停婚姻家庭辅导和结婚颁证服务。当日，大连市新增11例确诊病例。
7月31日，辽宁省新增8例本土确诊病例，均为大连市报告病例（普通型2例、轻型6例），其中5例为无症状感染者转归确诊病例。

### 2020年8月
8月1日，辽宁省新增3例本土新冠肺炎确诊病例，均为大连市报告病例。
8月2日，辽宁省新增8例本土新冠肺炎确诊病例，均为大连市报告病例；新增1例境外输入确诊病例（来自美国），为沈阳市报告病例，属普通型病例。
8月3日，大連市衛生健康委主任趙作偉表示，此次大连聚集性疫情爆發主要是凱洋海鮮產品加工廠聚集性感染，截至2日，該工廠共60多人感染，患病率高達61.9%。此次疫情病例標本的基因測序結果，顯示與本土流行的新冠病毒基因型不同，也排除新疆烏魯木齊、北京新發地、哈爾濱和綏芬河疫情的關聯性，不排除由境外輸入引起。当天，辽宁省新增2例本土新冠肺炎确诊病例，均为大连市报告病例，均属轻型病例，其中1例为无症状感染者转归确诊病例。
8月5日，辽宁省新增3例本土新冠肺炎确诊病例，均为大连市报告病例（普通型2例、轻型1例），其中1例为无症状感染者转归确诊病例。
8月6日，辽宁省新增1例境外输入（来自菲律宾）新冠肺炎确诊病例，为丹东市报告病例，属普通型病例。新增确诊病例系马绍尔群岛籍“阿根廷”轮船员。
8月9日，辽宁省新增2例境外输入确诊病例，分别为沈阳市（美国输入）、营口市（菲律宾输入）报告病例。
8月10日，大连市金普新区站前街道杨家村解除封闭，加上此前已经解封的西岗区工人村社区、金普新区站前街道盛滨社区和先进街道桃园社区，意味着大连市4个中风险地区全部解除封闭。
8月14日24时，大连市金普新区站前街道盛滨社区、站前街道杨家村、先进街道桃园社区由中风险地区调整为低风险地区；翌日24时，大连市甘井子区大连湾街道由高风险地区调整为低风险地区，这亦代表大连全市风险等级均为低风险。
8月16日，大连市疫情防控指挥部宣布全市部分服务场所在符合疫情防控要求的前提下，自即日起恢复营业，包括影剧院、书店、图书馆、文化馆、博物馆、美术馆、网吧、棋牌室、游艺厅、舞厅、酒吧、KTV、公共浴室、养生按摩店、美容院、彩票店、室内健身房、体育馆、游泳馆、室内景区等场所。校外培训机构、托幼机构、养老机构、福利院、社区活动场所仍暂缓开放。
8月17日起，大连市内机场、港口、火车站、客运站对离连人员取消查验“7日核酸检测阴性证明”。
8月19日晚6时，甘井子区大连湾街道全面解封。
8月21日，大连全面恢复餐饮单位各类群体性聚餐活动。
8月24日，辽宁省新增1例境外输入（来自菲律宾）确诊病例，为大连市报告病例，属普通型病例。
8月28日，辽宁省无新增确诊病例，新增本土确诊病例治愈出院2例。辽宁全省本土确诊病例就此全部治愈出院。

### 2020年9月
9月1日，辽宁省新增1例境外输入（来自菲律宾）确诊病例，为大连市报告病例，属轻型病例。
9月10日，辽宁省新增1例境外输入确诊病例，为9月8日无症状感染者转归确诊病例。
9月18日，辽宁省新增1例境外输入（来自菲律宾）确诊病例，为大连市报告，属普通型病例。
9月23日，辽宁省新增2例境外输入（来自菲律宾）确诊病例，均为大连市报告病例，其中轻型1例、普通型1例。
9月26日，辽宁省新增4例境外输入（来自菲律宾）新冠肺炎确诊病例，其中2例为营口市报告病例（普通型1例、轻型1例）、2例为大连市报告9月23日无症状感染者转归确诊病例（均为普通型）。

### 2020年10月
10月8日，辽宁省新增2例境外输入（来自菲律宾）新冠肺炎确诊病例。
10月9日，辽宁省新增2例境外输入新冠肺炎确诊病例，为丹东市报告，均属轻型病例。
10月10日，辽宁省新增1例境外输入新冠肺炎确诊病例，为大连市报告，属普通型病例。
10月11日，辽宁省新增4例境外输入新冠肺炎确诊病例，为盘锦市报告，均属普通型病例。新增4例境外输入确诊病例均为新加坡兰帕德号货船越南籍船员。
10月24日，辽宁省新增3例境外输入新冠肺炎确诊病例，为大连市报告，均属普通型病例。新增3例境外输入确诊病例均为“布里兹”轮印度籍船员。

### 2020年11月
11月5日，辽宁省新增1例境外输入新冠肺炎确诊病例，为沈阳市报告，属普通型病例。
11月8日，辽宁省新增1例境外输入新冠肺炎确诊病例，为11月7日沈阳市报告无症状感染者转归确诊病例。
11月10日，辽宁省新增1例境外输入新冠肺炎确诊病例，为沈阳市报告，属轻型病例。
11月13日，辽宁省新增2例境外输入新冠肺炎确诊病例（均为普通型），均为营口市报告。
11月17日，辽宁省新增1例境外输入新冠肺炎确诊病例，为沈阳市报告，属普通型病例。

### 2020年12月
12月15日，辽宁省新增本土无症状感染者4例，均为大连市报告。新增4例无症状感染者均为港口从事冷链货物搬运的工作人员，均在对重点人群的定期核酸检测中发现，目前已转入省新冠肺炎集中救治大连中心隔离治疗。
12月17日，辽宁省新增2例无症状感染者，均为大连浩涵劳务公司搬运工人，在集中隔离医学观察期间排查发现，均已转入省新冠肺炎集中救治大连中心隔离治疗。
12月18日，辽宁省新增1例本土新冠肺炎确诊病例，为大连市报告，属普通型病例。新增确诊病例为此前本土无症状感染者的密切接触者，在集中隔离期间排查发现。19日，大连市金普新区先进街道金润小区B区划定为中风险地区。
12月19日，辽宁省新增1例本土新冠肺炎确诊病例，为大连市报告，属普通型病例。新增患者为一名39岁的餐厅经营者兼厨师。翌日，大連市政府宣布，全市各級各類醫療機構立即進入疫情防控戰時狀態，以最高標準強化預檢分診管理，對進入醫療機構人員進行最嚴格的管控。
12月20日，辽宁省新增1例本土新冠肺炎确诊病例，为12月17日本土无症状感染者转归确诊病例，分型为普通型。
12月21日，大连市统筹推进新冠肺炎疫情防控和经济社会发展工作总指挥部发布通告，金普新区辖区内的友谊、先进、拥政、光中、站前五个街道居民无特殊情况尽量不要外出，非必要岗位工作人员不要上班；小区内居民外出购买生活必需品，不可出控制区域，限制出小区。另外，街道内的公共场所全部停业，中小学校、幼儿园停课，所有师生不出控制区域。金州站暂停发送旅客，到达金州站的旅客不受影响。另外，大连地铁3号线九里支线停运。当日大连市新增2例本土新冠肺炎确诊病例，均属普通型病例。新增的一名確診女患者潘某現年36歲，丈夫張某此前亦確診，兩人共同經營菜館。
12月22日，大連市統籌推進新冠肺炎疫情防控和經濟社會發展工作總指揮部發布《關於全面開展新冠病毒核酸檢測工作的通告》，決定即日起全面開展核酸檢測工作，為期三日，呼籲市民、企事業單位主動接受採樣和篩查，此为大连市第二次开展全民核酸检测。此外，所有離開大連的旅客，須持有7日內核酸檢測陰性證明。经辽宁省防控指挥部同意，大连市金普新区光中街道金东路社区划定为中风险地区。当日大连市新增1例本土新冠肺炎确诊病例，属普通型病例。
12月23日0时至15时，沈阳市报告新增1例新冠肺炎确诊病例，属重型病例。该患者为67岁妇女，11月29日由韩国乘坐CZ682次航班抵达沈阳桃仙机场，沈阳海关反馈其首次核酸检测结果为阴性，其集中隔离期间核酸、血清抗体检测结果均为阴性。12月13日解除隔离。12月22日20时，该患者到中国医科大学附属第一医院发热门诊就诊，12月23日2时40分，医院将其诊断为疑似病例。市疾控中心采集其生物标本进行核酸检测，结果为阳性。瀋陽全市進入「戰時狀態」，啟動疫情防控應急響應機制，排查密切接觸者。辽宁省统筹推进新冠肺炎疫情防控和经济社会发展工作总指挥部发布通知，要求2021年元旦、春节期间原则上不召开举办大规模聚集性会议活动，各单位一律取消集体团拜和大型慰问、联欢、聚餐、培训等活动。
12月23日15时至24时，辽宁省新增6例本土新冠肺炎确诊病例（其中3例为无症状感染者转归），均属普通型病例，均为大连市报告。
12月24日，辽宁省新增7例本土新冠肺炎确诊病例（其中1例为无症状感染者转归），均属普通型病例，均为大连市报告；新增1例境外输入确诊病例，属普通型病例，为沈阳市报告。截至12月24日，大连第三波疫情中有6例曾到过金州区和平路75号金座商厦，包括退休人员、小摊摊主等，年龄自34岁到62岁不等。大连市疾病预防控制中心发布通知在商厦从业及到过商厦的人员主动联系，并配合落实疫情防控措施。而沈阳市新增的1例境外输入确诊病例为此前确诊病例尹某某的孙女。加上尹某某的丈夫此前被确认为无症状感染者，尹某某一家三口均核酸检测阳性。当日，沈阳市于洪区北陵街道宏达小区和华润橡树湾二期调整为中风险地区。
12月25日，大连金普新区统筹推进新冠肺炎疫情防控和经济社会发展工作指挥部发布通告，金州主城区先进、光中、站前、友谊、拥政街道居民禁止走出家门。当日，辽宁省新增6例本土新冠肺炎确诊病例（轻型1例、普通型5例），其中沈阳市报告1例、大连市报告5例。沈阳市新增的1例为12月23日境外输入病例尹某某的密切接触者，而大连市新增的5例中，有3例为同一家庭，包括3个月的女婴。
12月26日，辽宁省新增7例本土新冠肺炎确诊病例，均属普通型病例，其中沈阳市报告3例、大连市报告4例。沈阳市新增的3例均为境外输入病例尹某某的关联病例，均曾在谱康医院活动。
12月27日，大连市金普新区拥政街道古城甲区、光中街道红旗社区、胜利东社区、友谊街道金华社区、古城乙区社区、金海社区、康乐社区、兴民村、站前街道联胜社区、盛滨社区风险等级升级为中风险。同日，辽宁省新增6例本土新冠肺炎确诊病例（轻型1例、普通型5例），其中沈阳市报告1例（为无症状感染者转归病例）、大连市报告5例。
12月28日，沈阳市皇姑区基业百花园小区、化工小区和于洪区中海城星座小区列为中风险地区。当日辽宁省新增8例本土新冠肺炎确诊病例，均属普通型病例，其中沈阳市报告6例（1例为无症状感染者转归病例）、大连市报告2例（1例为无症状感染者转归病例）。
12月29日，辽宁省新增5例本土新冠肺炎确诊病例，均属普通型病例，其中沈阳市报告2例，大连市报告3例（均为无症状感染者转归病例）。
12月30日，大连市金普新区先进街道民馨社区，金普新区光中街道胜利西社区，沙河口区星海湾街道星海公园社区，高新园区凌水街道大有恬园社区划定为中风险地区。当日，辽宁省新增5例本土新冠肺炎确诊病例（轻型1例、普通型4例），其中沈阳市报告2例，大连市报告3例（2例为无症状感染者转归病例）。
12月31日，瀋陽市當局宣布，從即日起，瀋陽在市內9區開展全員核酸檢測，其中，鐵西區、皇姑區、於洪區要在3日內檢測完畢，并將實施更加嚴格的隔離管控措施，對劃定為中風險地區人員實行封閉管控措施。中風險地區人員一律不允許離開瀋陽，其他地區人員非必要不離開瀋陽，確需離開必須持有72小時內核酸檢測陰性證明。此外，瀋陽地鐵將啟動車站出入口限流、安檢點位限流、換乘通道限流等控制措施，瀋陽所有公交線路運營車輛車內載客量不得超過50%。同日，大連市衛健委副主任趙連在记者会上介紹，根据基因測序結果分析，此次大連疫情傳播源來自境外，與7月份暴发的聚集性疫情基因序列不同源，沒有關聯性。当日，辽宁省新增4例本土新冠肺炎确诊病例，均属普通型病例，其中沈阳市报告2例、大连市报告2例（1例为无症状感染者转归病例）。

### 2021年1月
1月1日，沈阳市皇姑区昆山西路中海寰宇天下天悦园区、皇姑区昆山西路向工小区东区、皇姑区亿海阳光一期、皇姑区溪水街1号楼、铁西区北二东路沈铁兴工佳园小区升级为中风险地区。当日，辽宁省新增7例本土新冠肺炎确诊病例，均属普通型病例，其中沈阳市报告3例（1例为无症状感染者转归病例）、大连市报告4例；新增1例境外输入确诊病例，属普通型病例，为沈阳市报告。
1月2日，辽宁省新增2例本土新冠肺炎确诊病例，均属普通型病例，沈阳市、大连市各报告1例；新增1例境外输入确诊病例（无症状感染者转归病例），属普通型病例，为沈阳市报告。
1月3日，沈阳市皇姑区舍利塔街道世纪学府和皇姑区明廉街道亿海阳光二期调整为中风险地区。当日，沈阳市在疫情防控发布会上宣布，对重点管控区域内的5所中小学实行封校管理；中风险地区所在区县，中小学元旦假后学生不返校，实行线上教学，进行线上期末考试或延期安排期末考试；其他地区的中小学，元旦假期后按照“非必要不到校、能线上不线下”的原则，做好寒假前各项教育教学工作；全市幼儿园暂时停园，校外培训机构暂停一切线下教育教学活动。沈阳市卫生健康委新闻发言人、二级巡视员毛印百在现场通报说，沈阳市皇姑区秀水门诊部和沈阳普康医院因未按照卫生行政部门要求采取有效的疫情防控措施，导致疫情传播，卫生健康部门对上述两家机构给予吊销医疗机构执业许可证的行政处罚。此外，沈阳市政府发布通知，中風險地區和重點管控區域人員一律不允許離瀋。其他地區人員離瀋，需持有72小時內核酸檢測陰性證明。同日，大连市卫健委副主任赵连表示，初步判定大连本土疫情来源于被病毒污染的进口冷链产品，绝大多数病例为码头工人因为搬运俄罗斯籍货轮上新冠病毒阳性的散装货品导致感染并传播。当日，辽宁省新增6例本土确诊病例，均属普通型病例，其中沈阳市报告5例（1例为无症状感染者转归病例）、大连市报告1例；新增1例境外输入确诊病例（为无症状感染者转归病例），属普通型病例，为沈阳市报告。
1月4日，沈阳市皇姑区明廉街道华锐塔湾欣城2期、皇姑区明廉街道明廉小区、皇姑区华山街道鲲鹏小区2期调整为中风险地区。当日0时至12时，辽宁省新增2例本土新冠肺炎确诊病例，均属普通型病例，其中沈阳市、大连市各报告1例。同日12时至24时，辽宁省新增1例境外输入新冠肺炎确诊病例，属普通型病例，为沈阳市报告；新增1例本土无症状感染者，为大连市报告。
1月5日12时至24时，辽宁省新增1例本土新冠肺炎确诊病例，属普通型病例，为大连市报告。
1月6日0时至12时，辽宁省新增1例本土新冠肺炎确诊病例，属普通型病例，为沈阳市报告。
1月7日12时至24时，辽宁省新增2例本土新冠肺炎确诊病例，均属普通型病例，均为沈阳市报告；新增1例境外输入新冠肺炎确诊病例，属轻型病例，为营口市报告。
1月8日0时至12时，辽宁省新增1例本土新冠肺炎确诊病例，属普通型病例，为沈阳市报告。同日，辽宁省新增2例本土新冠肺炎确诊病例，均属普通型病例，均为沈阳市报告；新增4例境外输入新冠肺炎确诊病例，均属普通型病例，均为营口市报告。
1月9日，沈阳市铁西区卫工北街22号楼、笃工街道纳帕阳光调整为中风险地区。同日0时至12时，辽宁省新增2例境外输入新冠肺炎确诊病例，均属普通型病例，均为营口市报告。同日12时至24时，辽宁省新增1例本土新冠肺炎确诊病例，属轻型病例，为沈阳市报告。
1月10日，辽宁省新增2例本土新冠肺炎确诊病例（1例为无症状感染者转归病例），均属普通型病例，均为沈阳市报告；新增4例境外输入新冠肺炎确诊病例，均属普通型病例，均为营口市报告。
1月11日，沈阳市、大连市分别召开新闻发布会，就两地疫情的源头作进一步查明。沈阳的发布会通报说，此次沈阳疫情传播源头为入境人员在解除隔离后发病，通过医院就诊活动和家庭社区活动，导致后续病例或感染者引起相关家庭和公共场所内的疫情传播。大连的发布会通报说，初步判定此次大连疫情来源于污染了新冠病毒的进口冷链产品。根据目前已有的证据进行初步分析，此次疫情中的绝大部分病例为大连港码头工人，因为搬运俄罗斯籍货轮上新冠肺炎阳性的散装货品导致感染。当日，辽宁省新增3例境外输入新冠肺炎确诊病例，均属轻型病例，均为营口市报告。
1月20日，沈阳市最后两个中风险地区铁西区卫工北街22号楼、笃工街道纳帕阳光调整为低风险地区，沈阳全市中风险地区清零。
1月23日，辽宁省新增1例境外输入新冠肺炎确诊病例，属普通型病例，为沈阳市报告。
1月24日，沈阳市第六人民医院暨辽宁省新冠肺炎集中救治沈阳中心最后3例确诊患者治愈出院，沈阳本土确诊病例清零。
1月25日，大连市金普新区拥政街道古城甲区社区和光中街道胜利西社区调整为低风险地区，大连市全市中风险地区清零。
1月28日，大连最后1例本土确诊病例出院。至此，大连此次疫情累计报告的51例确诊病例和32例无症状感染者全部治愈出院。
1月30日，辽宁省新增境外输入新冠肺炎确诊病例3例，均为大连市报告。

### 2021年2月
2月1日0时至24时，辽宁省新增2例境外输入新冠肺炎确诊病例，均为营口市报告。
2月11日0时至24时，辽宁省新增1例境外输入新冠肺炎确诊病例（无症状感染者转归），为大连市报告。
2月12日，辽宁省新增1例境外输入新冠肺炎确诊病例，为沈阳市报告。
2月19日，辽宁省新增1例境外输入新冠肺炎确诊病例，为大连市报告。
2月20日，辽宁省新增1例境外输入新冠肺炎确诊病例，为沈阳市报告。

### 2021年3月
3月11日，沈陽一名痊愈患者復陽。
3月21日，辽宁省新增1例境外输入新冠肺炎确诊病例，为大连市报告。

### 2021年4月
4月9日，辽宁省新增1例境外输入新冠肺炎确诊病例（无症状感染者转归），为沈阳市报告。

### 2021年5月
5月14日，營口市新增2宗本地確診個案，3宗本地無症狀確診個案。瀋陽市新增1宗境外輸入新冠肺炎確診病例。营口市发布通告，鲅鱼圈区域内车辆、人员无特殊原因，不要离区；确需离开的，需持72小时内核酸检测阴性证明。盖州市陈屯镇杨店村，鲅鱼圈区熊岳镇宜城社区、和平社区、站前社区、北关社区、幸福社区、胜利村、丽华村、黎明村列为中风险地区。5月14日晚，营口市人民政府宣布开展全员核酸检测，加大隔离管控力度。
5月15日0时至19时，辽宁省新增4例本土新冠肺炎确诊病例，其中沈阳市1例、营口市3例。同日，沈阳市和平区文艺路艺园小区调整为中风险地区。中国疾控中心流行病学首席专家吴尊友表示，安徽、辽宁本轮疫情的源头很有可能是从辽宁营口开始传播的。
5月16日0时至12时，辽宁省新增1例本土新冠肺炎确诊病例，为沈阳市报告，新增病例与此前通报的系母子关系，两人年龄均大于59岁，均未接种过疫苗。两人曾在5月3日与其他家人共计12人自驾去营口市鲅鱼圈旅游，入住鲅鱼圈华君温泉度假酒店，5月5日返沈。同日12时至19时，辽宁省新增2例本土新冠肺炎确诊病例（均为无症状感染者转归），为营口市报告。国家卫健委已派出工作组赴辽宁指导当地疫情防控工作。鲅鱼圈区自当日起，初中、小学一律封校停课管理，高中阶段学校高一、高二年级学生停课，实行线上教学；高三年级学生及教职员工实行在校封闭管理，并临时关闭所有个体诊所。此外，鲅鱼圈区对抗疫不力的官员予以问责处理。
5月17日0时至19时，辽宁省新增4例本土新冠肺炎确诊病例，其中沈阳市2例，营口市2例（其中1例为无症状感染者转归）。营口全市启动三级应急响应，实施二级管控，并启动全市的全员核酸检测工作。中风险地区人员一律不允许离营。其他地区人员非必要不离营，确需离营的，需持有72小时内核酸检测阴性证明。
5月19日，辽宁省新增1例本土新冠肺炎确诊病例，为营口市报告。
5月20日，辽宁省新增1例本土无症状感染者，为营口市报告。
5月21日，辽宁省新增1例境外输入新冠肺炎确诊病例，为沈阳市报告。
5月22日，辽宁省新增1例境外输入新冠肺炎确诊病例（无症状感染者转归），为沈阳市报告。
5月23日，辽宁省新增1例本土无症状感染者，为沈阳市报告。
5月27日，营口市人民政府副市长金莉表示，营口市将适时调整风险等级，并有序对封闭管控社区(村)予以解除封闭管理。翌日，鲅鱼圈区熊岳镇宜城社区、和平社区、站前社区、北关社区、胜利村、丽华村、黎明村、辽海花园小区，盖州市陈屯镇杨店村调整为低风险地区。
5月31日，鲅鱼圈区怡海富都小区调整为低风险地区，营口市中高风险地区清零。

### 2021年6月
6月6日，辽宁省新增1例境外输入新冠肺炎确诊病例，为沈阳市报告。
6月23日，辽宁省新增1例境外输入新冠肺炎确诊病例（无症状感染者转归），为沈阳市报告。

### 2021年7月
7月1日，辽宁省新增1例境外输入新冠肺炎确诊病例、新增2例境外输入无症状感染者，均为沈阳市报告。
7月3日，辽宁省新增1例境外输入新冠肺炎确诊病例，为大连市报告。
7月5日，辽宁省新增1例境外输入新冠肺炎确诊病例，为大连市报告。
7月13日，辽宁省新增1例境外输入新冠肺炎确诊病例（无症状感染者转归），为大连市报告。
7月22日，辽宁省新增1例本土无症状感染者、1例境外输入无症状感染者，均为沈阳市报告。沈阳市新增1例本土无症状感染者曾在南京市停留。
7月24日0时至20时，辽宁省新增1例本土新冠肺炎确诊病例，新增2例本土无症状感染者、1例境外输入无症状感染者，均为沈阳市报告。
7月25日0时至18时，辽宁省新增1例南京输入本土新冠肺炎确诊病例（7月22日排查发现的南京输入无症状感染者转归），为沈阳市报告。
7月26日0时至19时，辽宁省新增3例本土无症状感染者，为大连市报告在排查南京来返辽人员中发现南京禄口机场关联无症状感染者。
7月27日0时至20时，沈阳市、大连市分别报告1例确诊病例，沈阳市报告1例为南京输入病例关联无症状感染者转归；大连市报告1例为从外地返连人员，由大连市一医疗机构发热门诊主动排查发现。
7月29日0时至24时，辽宁省新增1例境外输入新冠肺炎确诊病例，为营口市报告。
7月30日0时至19时，辽宁省新增1例本土新冠肺炎确诊病例（7月24日南京输入病例关联无症状感染者转归），为沈阳市报告。

### 2021年8月
8月3日0时至24时，辽宁省新增1例境外输入新冠肺炎确诊病例（无症状感染者转归），为沈阳市报告。
8月12日0时至24时，辽宁省新增1例境外输入新冠肺炎确诊病例，为沈阳市报告。
8月13日，辽宁省新增1例境外输入新冠肺炎确诊病例，为沈阳市报告。
8月15日，辽宁省新增1例境外输入新冠肺炎确诊病例，为沈阳市报告。
8月19日，辽宁省新增2例境外输入新冠肺炎确诊病例，均为沈阳市报告。
8月26日，辽宁省新增1例境外输入新冠肺炎确诊病例，为大连市报告。
8月27日，辽宁省新增1例境外输入新冠肺炎确诊病例（无症状感染者转归），为沈阳市报告。

### 2021年9月
9月6日，辽宁省新增2例境外输入新冠肺炎确诊病例，均为锦州市报告。
9月11日，辽宁省新增1例境外输入新冠肺炎确诊病例，为大连市报告。
9月17日，辽宁省新增1例境外输入新冠肺炎确诊病例，为锦州市报告。
9月22日，辽宁省新增1例境外输入新冠肺炎确诊病例，为大连市报告。
9月24日，辽宁省新增1例境外输入新冠肺炎确诊病例，为铁岭市报告。
9月26日，辽宁省新增1例境外输入新冠肺炎确诊病例，为大连市报告。
9月29日，辽宁省新增2例境外输入新冠肺炎确诊病例，分别为沈阳市（无症状感染者转归）、大连市报告；新增2例境外输入无症状感染者，均为大连市报告。

### 2021年10月
10月1日，辽宁省新增1例境外输入新冠肺炎确诊病例，为大连市报告。
10月2日，辽宁省新增1例境外输入新冠肺炎确诊病例（无症状感染者转归），为沈阳市报告。
10月8日，辽宁省新增2例境外输入新冠肺炎确诊病例，分别为沈阳市、营口市报告。
10月9日，辽宁省新增1例境外输入新冠肺炎确诊病例，为沈阳市报告（无症状感染者转归）。
10月11日，辽宁省新增1例境外输入新冠肺炎确诊病例，为沈阳市报告。
10月13日，辽宁省新增1例境外输入新冠肺炎确诊病例，为大连市报告；新增1例境外输入无症状感染者，为大连市报告。
10月16日，辽宁省新增1例境外输入新冠肺炎确诊病例，为沈阳市报告；新增1例境外输入无症状感染者，为大连市报告。此前通报中，由于未注明“境外输入”，引发社会和公众的广泛争议，随后网站做出更正。
10月21日，辽宁省新增1例境外输入新冠肺炎确诊病例、新增3例境外输入无症状感染者，均为沈阳市报告。
10月22日，辽宁省新增1例境外输入新冠肺炎确诊病例，为沈阳市报告。
10月26日，辽宁省新增1例境外输入新冠肺炎确诊病例（为无症状感染者转归）。

### 2021年11月
11月2日，辽宁省新增1例境外输入新冠肺炎确诊病例（为无症状感染者转归），为沈阳市报告。
11月4日，庄河市中心医院在对1例主动进行核酸采样人员进行筛查时，核酸检测结果阳性。患者为首站定点冷库员工。大连市新冠肺炎疫情防控总指挥部办公室发布通告，自即日起，市民非必要不离连，确需离连需持24小时内核酸检测阴性证明，并向社区和单位报备。
11月4日11时至24时，辽宁省新增7例本土新冠肺炎确诊病例、新增8例本土无症状感染者，均为大连市报告；新增1例境外输入确诊病例，为大连市报告。疫情发生后，庄河市养老机构全部实行封闭管理，全市所有中小学停课停学，商超、饭店等公共场所全部停业，全市交通灯转为红灯，公交车全线停运并用此封路。
11月5日0时至12时，辽宁省新增5例本土无症状感染者，为大连市报告；当日12时至24时，新增3例本土新冠肺炎确诊病例（为当日无症状感染者转归），为大连市报告。
11月6日，辽宁省新增9例本土新冠肺炎确诊病例、新增8例本土无症状感染者，均为大连市报告；新增2例境外输入新冠肺炎确诊病例，其中1例为沈阳市报告（为无症状感染者转归）、1例为大连市报告。
11月7日，辽宁省新增20例本土新冠肺炎确诊病例（其中2例为无症状感染者转归）、新增12例本土无症状感染者，均为大连市报告。
11月8日，辽宁省新增5例本土新冠肺炎确诊病例、新增27例本土无症状感染者，均为大连市报告。
11月9日，辽宁省新增17例本土新冠肺炎确诊病例、新增15例本土无症状感染者，均为大连市报告；新增1例境外输入新冠肺炎确诊病例，为丹东市报告。当日，大连市新冠肺炎疫情防控总指挥部发布公告，全市各幼儿园、小学、初中、普通高中学生即日起暂缓入校，中小学启动线上教学，幼儿园做好家长居家育儿和看护指导。全市校外培训机构立即停止线下教学，同时对所有离连人员履行离连审批手续的制度。
11月10日，辽宁省新增21例本土新冠肺炎确诊病例（其中6例为无症状感染者转归）、新增16例本土无症状感染者，均为大连市报告。
11月11日，辽宁省新增52例本土新冠肺炎确诊病例（其中5例为无症状感染者转归）、新增5例本土无症状感染者，均为大连市报告。当晚，大连市人民政府秘书长衣庆焘在发布会上通报本轮疫情呈现单位聚集性、家庭聚集性和学校聚集性等特点。而当日通报的病例中，有34名在庄河市大学城就读的学生确诊。
11月12日0时至24时，大连市新增40例本土新冠肺炎确诊病例。
11月13日，辽宁省新增60例本土新冠肺炎确诊病例，为大连市报告；新增1例境外输入新冠肺炎确诊病例（为无症状感染者转归），为沈阳市报告。
11月14日，辽宁省新增25例本土新冠肺炎确诊病例（其中10例为无症状感染者转归），为大连市报告。
11月15日，辽宁省新增7例本土新冠肺炎确诊病例（其中3例为无症状感染者转归），为大连市报告。
11月16日，辽宁省新增6例本土新冠肺炎确诊病例、2例既往本土无症状感染者转为确诊病例，共计诊断8例本土新冠肺炎确诊病例，均为大连市报告。
11月17日，辽宁省新增4例本土新冠肺炎确诊病例、1例既往本土无症状感染者转为确诊病例，共计诊断5例本土新冠肺炎确诊病例，均为大连市报告。
11月18日，辽宁省新增7例本土新冠肺炎确诊病例，为大连市报告；新增1例境外输入新冠肺炎确诊病例和5例境外输入无症状感染者，均为沈阳市报告。
11月19日，辽宁省新增2例本土新冠肺炎确诊病例，为大连市报告。
11月20日，辽宁省新增3例本土新冠肺炎确诊病例，为大连市报告。
11月21日，辽宁省新增5例本土新冠肺炎确诊病例，为大连市报告；新增1例境外输入新冠肺炎确诊病例（为无症状感染者转为确诊病例），为沈阳市报告。
11月22日，辽宁省新增4例本土新冠肺炎确诊病例，为大连市报告。
11月23日，辽宁省新增2例本土新冠肺炎确诊病例，为大连市报告；新增1例境外输入新冠肺炎确诊病例，为丹东市报告。
11月25日，辽宁省新增1例本土新冠肺炎确诊病例，为大连市报告。
11月26日，辽宁省新增3例本土新冠肺炎确诊病例，为大连市报告；新增1例境外输入新冠肺炎确诊病例，为沈阳市报告。
11月27日，辽宁省新增1例本土新冠肺炎确诊病例，为大连市报告。

### 2021年12月
12月2日，大连市新冠肺炎疫情防控总指挥部召开会议。会议称，初步调查表明，大连“11·03”疫情是一起因冷链企业违法犯罪、隐瞒真相，相关机构营私舞弊、敷衍塞责，监管人员严重失职失责，由污染的进口冷链食品输入感染大连科强食品有限公司首站定点冷库员工，进而传入社会引发的重大疫情扩散事件。
12月4日起，大连市甘井子区中华路街道兴利社区华锦名苑小区10号楼调整为低风险地区，大连市全域均为低风险地区，中高风险地区清零。自当日起，大连市解除离连人员管控措施。离连人员不再需要办理离连审批及提供《离连证明》。当日“大连发布”微信发布的《大连“11·03”抗击新冠肺炎疫情回眸》披露，公安机关已对“11·03”疫情中的8名责任人采取强制措施，纪委监委已对20多名涉嫌失职渎职干部立案调查。当日辽宁省新增2例境外输入新冠肺炎确诊病例，分别为沈阳市、大连市报告；新增1例境外输入无症状感染者，为沈阳市报告。
12月9日，辽宁省新增1例境外输入新冠肺炎确诊病例，为沈阳市报告。
12月11日，辽宁省新增1例境外输入新冠肺炎确诊病例，为大连市报告。
12月18日，辽宁省新增3例境外输入新冠肺炎确诊病例，其中沈阳市报告1例、大连市报告2例。
12月19日，辽宁省新增1例境外输入新冠肺炎确诊病例（由无症状感染者转为确诊病例）、新增2例境外输入无症状感染者，均为沈阳市报告。
12月23日，辽宁省新增1例境外输入新冠肺炎确诊病例、新增2例境外输入无症状感染者，均为沈阳市报告。
12月30日，辽宁省新增1例境外输入新冠肺炎确诊病例、新增3例境外输入无症状感染者，均为沈阳市报告。
12月31日，辽宁省新增1例境外输入新冠肺炎确诊病例，为大连市报告。

### 2022年1月
1月1日，辽宁省新增1例境外输入新冠肺炎确诊病例，为大连市报告。
1月6日，辽宁省新增2例境外输入新冠肺炎确诊病例、新增7例境外输入无症状感染者，均为沈阳市报告。
1月7日，辽宁省新增1例境外输入新冠肺炎确诊病例、新增1例境外输入无症状感染者，均为沈阳市报告。
1月8日，辽宁省新增1例境外输入新冠肺炎确诊病例(为无症状感染者转为确诊病例)，为沈阳市报告。
1月9日，辽宁省新增2例境外输入新冠肺炎确诊病例，均为沈阳市报告。
1月10日，辽宁省新增2例境外输入无症状感染者，均为沈阳市报告。
1月12日，大连市甘井子区在对天津市返连管控人员进行例行核酸检测时发现2人核酸检测结果阳性，后均确定为无症状感染者。
1月13日，辽宁省新增3例境外输入新冠肺炎确诊病例（其中1例为无症状感染者转确诊病例），均为沈阳市报告。
1月14日，辽宁省新增1例境外输入新冠肺炎确诊病例，为大连市报告；新增1例境外输入无症状感染者，为沈阳市报告。
1月15日，辽宁省新增2例境外输入新冠肺炎确诊病例（均为无症状感染者转确诊病例），均为沈阳市报告；新增6例境外输入无症状感染者，均为大连市报告。
1月16日，辽宁省新增1例境外输入新冠肺炎确诊病例、新增2例境外输入无症状感染者，均为沈阳市报告。
1月17日，辽宁省新增1例境外输入新冠肺炎确诊病例（为无症状感染者转确诊病例），为沈阳市报告；新增1例本土无症状感染者，为大连市报告。
1月24日0时至10时，辽宁省新增1例本土无症状感染者，为沈阳市报告。
1月25日0时至11时，辽宁省新增1例本土新冠肺炎确诊病例，为沈阳市报告。
1月28日，辽宁省新增1例境外输入新冠肺炎确诊病例，为大连市报告。

### 2022年2月
2月8日，辽宁省新增1例本土新冠肺炎确诊病例，为葫芦岛市报告。
2月9日，辽宁省新增1例本土无症状感染者，为沈阳市报告。
2月10日0时至18时，辽宁省新增20例本土新冠肺炎确诊病例，其中沈阳市报告1例、葫芦岛市报告19例；新增1例本土无症状感染者，为沈阳市报告。同日18时至24时，新增2例本土新冠肺炎确诊病例，为葫芦岛市报告；新增1例本土无症状感染者，为沈阳市报告。当日葫芦岛市召开疫情防控新闻发布会通报，经中国疾控中心基因测序比对显示，葫芦岛市首发病例感染病毒株与牡丹江绥芬河市疫情早期病例高度同源，初步分析疫情可能由外地返乡人员输入，经节假日期间同村居住或探亲等活动引发。
2月11日0时至18时，辽宁省新增5例本土新冠肺炎确诊病例，为葫芦岛市报告；新增2例境外输入新冠肺炎确诊病例，分别为沈阳市和大连市报告。同日18时至24时，辽宁省新增5例本土新冠肺炎确诊病例，为葫芦岛市报告。
2月12日0时至15时，辽宁省新增10例本土新冠肺炎确诊病例，为葫芦岛市报告。同日15时至24时，辽宁省新增1例本土新冠肺炎确诊病例，为葫芦岛市报告。
2月13日，辽宁省新增18例本土新冠肺炎确诊病例，为葫芦岛市报告；新增2例境外输入新冠肺炎确诊病例（其中1例由无症状感染者转为确诊病例），为大连市报告。
2月14日0时至12时，辽宁省新增11例本土新冠肺炎确诊病例，为葫芦岛市报告。同日12时至24时，辽宁省新增18例本土新冠肺炎确诊病例，其中沈阳市报告1例（为无症状感染者转为确诊病例）、葫芦岛市报告17例；新增1例境外输入无症状感染者，为沈阳市报告。
2月15日，辽宁省新增15例本土新冠肺炎确诊病例，为葫芦岛市报告；新增1例境外输入新冠肺炎确诊病例和1例境外输入无症状感染者，均为沈阳市报告。
2月16日，辽宁省新增7例本土新冠肺炎确诊病例，为葫芦岛市报告；新增1例境外输入无症状感染者，为大连市报告。
2月17日，辽宁省新增9例本土新冠肺炎确诊病例，为葫芦岛市报告；新增2例境外输入无症状感染者，为大连市报告。
2月18日，辽宁省新增8例本土新冠肺炎确诊病例，为葫芦岛市报告；新增3例境外输入新冠肺炎确诊病例，为大连市报告；新增3例境外输入无症状感染者，其中沈阳市报告2例、大连市报告1例。
2月19日，辽宁省新增9例本土新冠肺炎确诊病例，为葫芦岛市报告；新增1例境外输入新冠肺炎确诊病例和2例境外输入无症状感染者，均为大连市报告。
2月20日，辽宁省新增7例本土新冠肺炎确诊病例，为葫芦岛市报告。
2月21日，辽宁省新增6例本土新冠肺炎确诊病例，为葫芦岛市报告。
2月22日，辽宁省新增9例本土新冠肺炎确诊病例，为葫芦岛市报告。
2月23日，辽宁省新增8例本土新冠肺炎确诊病例，为葫芦岛市报告。
2月24日，葫芦岛市召开疫情防控新闻发布会，葫芦岛市卫健委副主任周娇阳介绍，本次疫情病毒毒株分型属于德尔塔变异株，某患者一个人的传播链条造成65人感染。当日，辽宁省新增18例本土新冠肺炎确诊病例，为葫芦岛市报告。
2月25日，辽宁省新增10例本土新冠肺炎确诊病例，为葫芦岛市报告。
2月26日，辽宁省新增6例本土新冠肺炎确诊病例，为葫芦岛市报告；新增2例境外输入新冠肺炎确诊病例，其中沈阳市报告1例（由无症状感染者转为确诊病例）、大连市报告1例。
2月27日，辽宁省新增1例本土新冠肺炎确诊病例，为葫芦岛市报告。

### 2022年3月
3月1日，辽宁省新增2例本土新冠肺炎确诊病例，为葫芦岛市报告。
3月4日，辽宁省新增2例境外输入新冠肺炎确诊病例，其中沈阳市报告1例（由无症状感染者转为确诊病例）、大连市报告1例。
3月6日0-13时，辽宁省新增3例本土无症状感染者，其中沈阳市报告2例、丹东市报告1例。沈陽市的病例來自省外，隨後數日沈陽出現聚集性疫情，並波及大东区、浑南区、沈河区、和平区、铁西区、苏家屯区等多个地区。
3月7日，辽宁省新增3例本土新冠肺炎确诊病例和5例本土无症状感染者，均为沈阳市报告；新增1例境外输入新冠肺炎确诊病例，为大连市报告。
3月8日，辽宁省新增1例本土新冠肺炎确诊病例（由无症状感染者转为确诊病例），为沈阳市报告；新增2例本土无症状感染者，分别为沈阳市和丹东市报告。
3月9日，辽宁省新增4例本土新冠肺炎确诊病例（其中3例由无症状感染者转为确诊病例）和2例本土无症状感染者，均为沈阳市报告。
3月10日，辽宁省新增4例本土新冠肺炎确诊病例（其中1例由无症状感染者转为确诊病例），为沈阳市报告。
3月11日，辽宁省新增2例本土无症状感染者，分别为丹东市和阜新市报告；新增3例境外输入新冠肺炎确诊病例，其中沈阳市报告2例、大连市报告1例。
3月12日，辽宁省新增1例本土新冠肺炎确诊病例，为沈阳市报告；新增2例本土无症状感染者，为丹东市报告；新增4例境外输入新冠肺炎确诊病例，为沈阳市报告；新增52例境外输入无症状感染者，其中沈阳市报告49例、大连市报告3例。
3月13日，辽宁省新增9例本土新冠肺炎确诊病例，其中沈阳市报告1例、营口市报告5例、铁岭市报告2例、盘锦市报告1例。
3月14日，辽宁省新增24例本土新冠肺炎确诊病例，其中沈阳市报告6例、大连市报告9例、营口市报告8例、阜新市报告1例；新增9例本土无症状感染者，其中大连市报告8例、营口市报告1例；新增1例境外输入新冠肺炎确诊病例，为大连市报告；新增9例境外输入无症状感染者，为沈阳市报告。
3月15日，大连召开新闻发布会，大连市卫健委副主任赵连表示，大连市已进行核酸采样172万人次，发现90个混管样本核酸检测结果可疑阳性，正在加紧进行复核。当日辽宁省新增32例本土新冠肺炎确诊病例，其中沈阳市报告8例、大连市报告13例、营口市报告11例；新增12例本土无症状感染者，其中沈阳市报告5例、大连市报告6例、阜新市报告1例；新增2例境外输入新冠肺炎确诊病例，为大连市报告；新增53例境外输入无症状感染者，其中沈阳市报告5例、大连市报告48例。
3月16日0-15时，辽宁省新增17例本土新冠肺炎确诊病例，其中沈阳市报告1例、大连市报告16例；新增31例本土无症状感染者，其中沈阳市报告6例、大连市报告25例。同日15-24时，辽宁省新增45例本土新冠肺炎确诊病例，其中沈阳市报告2例、大连市报告22例、营口市报告21例；新增63例本土无症状感染者，其中沈阳市报告8例、大连市报告50例、营口市报告4例、阜新市报告1例；新增4例境外输入新冠肺炎确诊病例，其中沈阳市报告2例（含1例由无症状感染者转为确诊病例）、大连市报告2例；新增5例境外输入无症状感染者，其中沈阳市报告1例、大连市报告4例。
3月17日0-14时，辽宁省新增16例本土新冠肺炎确诊病例，其中大连市报告1例、营口市报告15例；新增46例本土无症状感染者，其中沈阳市报告2例、大连市报告21例、营口市报告23例。同日14-24时，辽宁省新增30例本土新冠肺炎确诊病例，其中沈阳市报告4例、大连市报告12例、营口市报告14例；新增33例本土无症状感染者，其中沈阳市报告10例、大连市报告4例、营口市报告19例；新增1例境外输入新冠肺炎确诊病例，为大连市报告；新增51例境外输入无症状感染者，其中沈阳市报告5例、大连市报告46例。當天沈阳全市开展第一轮全员核酸检测工作。
3月18日0-14时，辽宁省新增46例本土新冠肺炎确诊病例，其中沈阳市报告18例、大连市报告28例；新增28例本土无症状感染者，其中沈阳市报告13例、大连市报告14例、营口市报告1例。同日14-24时，辽宁省新增23例本土新冠肺炎确诊病例，其中沈阳市报告9例、大连市报告13例（含1例由无症状感染者转为确诊病例）、营口市报告1例；新增32例本土无症状感染者，其中沈阳市报告3例、大连市报告18例、营口市报告10例、辽阳市报告1例；新增4例境外输入新冠肺炎确诊病例，其中沈阳市报告2例（含1例由无症状感染者转为确诊病例）、大连市报告2例；新增30例境外输入无症状感染者，其中沈阳市报告1例、大连市报告29例。
3月19日0-14时，辽宁省新增13例本土新冠肺炎确诊病例，其中沈阳市报告6例、大连市报告7例；新增36例本土无症状感染者，其中沈阳市报告14例、大连市报告20例、阜新市报告2例。同日14-24时，辽宁省新增15例本土新冠肺炎确诊病例，其中沈阳市报告11例、大连市报告4例；新增96例本土无症状感染者，其中沈阳市报告18例、大连市报告45例、营口市报告33例；新增6例境外输入无症状感染者，其中沈阳市报告4例、大连市报告2例。當天辽宁沈阳召开疫情防控新闻发布会，沈阳市卫生健康委副主任贺燕表示沈阳市此轮新冠肺炎疫情为奥密克戎变异株所引发，已波及多个县区。
3月20日0-14时，辽宁省新增9例本土新冠肺炎确诊病例，其中沈阳市报告7例、大连市报告2例；新增56例本土无症状感染者，其中沈阳市报告5例、大连市报告51例。同日14-24时，辽宁省新增26例本土新冠肺炎确诊病例，其中沈阳市报告1例、营口市报告25例；新增53例本土无症状感染者，其中沈阳市报告18例、大连市报告23例、营口市报告12例。
3月21日，辽宁省新增67例本土新冠肺炎确诊病例，其中沈阳市报告7例、大连市报告5例（含4例由无症状感染者转为确诊病例）、营口市报告55例；新增183例本土无症状感染者，其中沈阳市报告40例、大连市报告41例、营口市报告102例；新增1例境外输入新冠肺炎确诊病例和8例境外输入无症状感染者，均为沈阳市报告。截至當天24时，沈阳市自3月6日以來暴發的疫情共发现本土阳性感染者241例。
3月22日起，沈陽市所有的住宅小区、村屯实行封闭式管理。当日辽宁省新增36例本土新冠肺炎确诊病例，其中沈阳市报告7例、大连市报告12例（含9例由无症状感染者转为确诊病例）、营口市报告13例（含4例由无症状感染者转为确诊病例）、辽阳市报告4例；新增127例本土无症状感染者，其中沈阳市报告53例、大连市报告42例、营口市报告32例。
3月23日，辽宁省新增9例本土新冠肺炎确诊病例，其中沈阳市报告1例、大连市报告2例、锦州市报告1例、辽阳市报告1例、铁岭市报告2例、盘锦市报告1例、葫芦岛市报告1例；新增134例本土无症状感染者，其中沈阳市报告31例、大连市报告37例、锦州市报告1例、营口市报告64例、葫芦岛市报告1例；新增1例境外输入无症状感染者，为大连市报告。
3月24日至30日起，沈陽地铁、有轨电车、常规公交运营暂停。当日辽宁省新增9例本土新冠肺炎确诊病例，其中沈阳市报告3例（含1例由无症状感染者转为确诊病例）、大连市报告2例、营口市报告2例（含1例由无症状感染者转为确诊病例）、辽阳市报告1例、葫芦岛市报告1例（由无症状感染者转为确诊病例）；新增180例本土无症状感染者，其中沈阳市报告95例、大连市报告31例、锦州市报告2例、营口市报告50例、辽阳市报告2例；新增2例境外输入无症状感染者，分别为沈阳市和大连市报告。
3月25日，辽宁省新增14例本土新冠肺炎确诊病例，其中沈阳市报告3例（含1例由无症状感染者转为确诊病例）、本溪市报告1例、锦州市报告2例、营口市报告2例、辽阳市报告3例、铁岭市报告1例、朝阳市报告1例、盘锦市报告1例；新增132例本土无症状感染者，其中沈阳市报告57例、大连市报告23例、鞍山市报告1例、丹东市报告2例、锦州市报告1例、营口市报告47例、辽阳市报告1例；新增9例境外输入无症状感染者，其中沈阳市报告4例、大连市报告5例。
3月26日，辽宁省新增28例本土新冠肺炎确诊病例，其中沈阳市报告16例、大连市报告1例、鞍山市报告2例（含1例由无症状感染者转为确诊病例）、营口市报告7例（含3例由无症状感染者转为确诊病例）、铁岭市报告1例、葫芦岛市报告1例；新增82例本土无症状感染者，其中沈阳市报告41例、大连市报告13例、鞍山市报告1例、营口市报告25例、辽阳市报告2例；新增5例境外输入无症状感染者，为大连市报告。
3月27日，沈阳市將封控区、管控区以外地區全部劃為防范区。防范区内划定购物区域，限制购物时间。封控区实行“区域封闭、足不出户、服务上门”。管控区实行人不出小区（村屯）等防控措施。当日辽宁省新增12例本土新冠肺炎确诊病例，其中沈阳市报告5例、鞍山市报告2例（含1例由无症状感染者转为确诊病例）、营口市报告1例、葫芦岛市报告4例；新增114例本土无症状感染者，其中沈阳市报告65例、大连市报告8例、锦州市报告2例、营口市报告38例、辽阳市报告1例；新增2例境外输入无症状感染者，为大连市报告。
3月28日，辽宁省新增10例本土新冠肺炎确诊病例，其中沈阳市报告5例、鞍山市报告1例、营口市报告1例（由无症状感染者转为确诊病例）、葫芦岛市报告3例；新增64例本土无症状感染者，其中沈阳市报告36例、大连市报告5例、锦州市报告1例、营口市报告20例、辽阳市报告1例、铁岭市报告1例；新增4例境外输入无症状感染者，为沈阳市报告。3月28日6时至3月30日8时，沈阳市开展了第六轮区域核酸筛查工作。
3月29日，辽宁省新增5例本土新冠肺炎确诊病例，其中沈阳市报告3例（含1例由无症状感染者转为确诊病例）、营口市报告1例（由无症状感染者转为确诊病例）、葫芦岛市报告1例；新增52例本土无症状感染者，其中沈阳市报告32例、大连市报告1例、鞍山市报告1例、营口市报告16例、葫芦岛市报告2例；新增1例境外输入无症状感染者，为大连市报告。
3月30日，辽宁省新增9例本土新冠肺炎确诊病例，其中沈阳市报告7例、营口市报告2例（均由无症状感染者转为确诊病例）；新增42例本土无症状感染者，其中沈阳市报告26例、大连市报告3例、鞍山市报告1例、营口市报告7例、辽阳市报告2例、葫芦岛市报告3例；新增5例境外输入无症状感染者，为大连市报告。
3月31日，辽宁省新增2例本土新冠肺炎确诊病例，为营口市报告（均由无症状感染者转为确诊病例）；新增61例本土无症状感染者，其中沈阳市报告50例、大连市报告6例、鞍山市报告1例、营口市报告3例、葫芦岛市报告1例；新增17例境外输入无症状感染者，其中沈阳市报告12例、大连市报告5例。

### 2022年4月
4月1日，辽宁省新增4例本土新冠肺炎确诊病例，其中沈阳市报告3例，大连市报告1例；新增52例本土无症状感染者，其中沈阳市报告44例、大连市报告1例、营口市报告5例、葫芦岛市报告2例；新增1例境外输入新冠肺炎确诊病例，为沈阳市报告；新增3例境外输入无症状感染者，其中沈阳市报告2例、大连市报告1例。
4月2日，辽宁省新增2例本土新冠肺炎确诊病例，为沈阳市报告；新增43例本土无症状感染者，其中沈阳市报告33例、大连市报告3例、营口市报告3例、葫芦岛市报告4例；新增1例境外输入无症状感染者，为大连市报告。
4月3日，辽宁省新增39例本土无症状感染者，其中沈阳市报告30例、鞍山市报告2例、营口市报告7例。
4月4日，辽宁省新增3例本土新冠肺炎确诊病例，为鞍山市报告；新增54例本土无症状感染者，其中沈阳市报告46例（含8例外省关联病例）、鞍山市报告5例、营口市报告3例；新增境外输入无症状感染者1例，为阜新市报告。
4月5日，辽宁省新增7例本土新冠肺炎确诊病例，为鞍山市报告（含1例由无症状感染者转为确诊病例）；新增43例本土无症状感染者，其中沈阳市报告30例（含1例外省关联病例）、鞍山市报告12例、锦州市报告1例；新增境外输入无症状感染者1例，为大连市报告。
4月6日，辽宁省新增1例本土新冠肺炎确诊病例，为沈阳市报告；新增21例本土无症状感染者，其中沈阳市报告15例、鞍山市报告6例；新增1例境外输入新冠肺炎确诊病例和3例境外输入无症状感染者，均为大连市报告。
4月7日，辽宁省新增1例本土新冠肺炎确诊病例，为沈阳市报告；新增36例本土无症状感染者，其中沈阳市报告19例（含1例外省关联病例）、鞍山市报告3例、锦州市报告13例（均为外省关联病例）、葫芦岛市报告1例；新增10例境外输入无症状感染者，其中沈阳市报告8例、大连市报告2例。
4月8日，辽宁省新增25例本土无症状感染者，其中沈阳市报告13例、鞍山市报告5例、锦州市报告4例（含3例外省关联病例）、营口市报告3例；新增1例境外输入无症状感染者，为大连市报告。
4月9日，辽宁省新增1例本土新冠肺炎确诊病例，为沈阳市报告（由无症状感染者转为确诊病例）；新增12例本土无症状感染者，其中沈阳市报告9例、锦州市报告2例、阜新市报告1例（为外省关联病例）；新增1例境外输入新冠肺炎确诊病例和1例境外输入无症状感染者，均为大连市报告。
4月10日，辽宁省新增1例本土新冠肺炎确诊病例，为沈阳市报告（由无症状感染者转为确诊病例）；新增12例本土无症状感染者，其中沈阳市报告9例、鞍山市报告2例、锦州市报告1例（为外省关联病例）。
4月11日，辽宁省新增1例本土新冠肺炎确诊病例，为阜新市报告；新增24例本土无症状感染者，其中沈阳市报告15例、大连市报告5例、鞍山市报告4例。
4月12日，辽宁省新增1例本土新冠肺炎确诊病例，为沈阳市报告；新增31例本土无症状感染者，其中沈阳市报告19例、大连市报告3例、鞍山市报告9例；新增3例境外输入无症状感染者，其中沈阳市报告1例、大连市报告2例。
4月13日，辽宁省新增1例本土新冠肺炎确诊病例，为沈阳市报告；新增32例本土无症状感染者，其中沈阳市报告16例、大连市报告2例（均为外省关联病例）、鞍山市报告11例、锦州市报告1例、阜新市报告2例；新增10例境外输入无症状感染者，其中沈阳市报告3例、大连市报告7例。
4月14日，辽宁省新增1例本土新冠肺炎确诊病例，为沈阳市报告；新增20例本土无症状感染者，其中沈阳市报告4例、大连市报告10例（含1例外省关联病例）、鞍山市报告5例、丹东市报告1例（为外省关联病例）；新增7例境外输入无症状感染者，其中沈阳市报告6例、大连市报告1例。
4月15日，辽宁省新增1例本土新冠肺炎确诊病例，为沈阳市报告；新增27例本土无症状感染者，其中沈阳市报告13例、大连市报告7例、鞍山市报告7例（含1例外省关联病例）；新增4例境外输入无症状感染者，其中沈阳市报告1例、大连市报告3例。
4月16日，辽宁省新增1例本土新冠肺炎确诊病例，为沈阳市报告；新增7例本土无症状感染者，其中沈阳市报告1例、大连市报告4例、鞍山市报告2例；新增1例境外输入新冠肺炎确诊病例，为沈阳市报告。
4月17日，辽宁省新增9例本土无症状感染者，其中沈阳市报告6例、大连市报告2例、鞍山市报告1例；新增1例境外输入无症状感染者，为沈阳市报告。
4月18日，辽宁省新增1例本土新冠肺炎确诊病例，为沈阳市报告；新增16例本土无症状感染者，其中沈阳市报告9例、大连市报告6例、鞍山市报告1例；新增2例境外输入无症状感染者，为沈阳市报告。
4月19日，辽宁省新增9例本土无症状感染者，其中沈阳市报告3例、大连市报告2例、鞍山市报告4例。
4月20日，辽宁省新增6例本土无症状感染者，其中沈阳市报告2例、大连市报告3例、鞍山市报告1例；新增2例境外输入无症状感染者，均为大连市报告。
4月21日，辽宁省新增4例本土无症状感染者，其中沈阳市报告2例、大连市报告2例。
4月22日，辽宁省新增2例本土无症状感染者，其中沈阳市报告1例、鞍山市报告1例；新增1例境外输入无症状感染者，为大连市报告。
4月23日，辽宁省新增1例本土新冠肺炎确诊病例和4例本土无症状感染者，均为沈阳市报告。
4月24日，辽宁省新增3例本土新冠肺炎确诊病例，均为丹东市报告。當天沈阳召开疫情防控新闻发布会，表示沈陽自3月6日暴發的聚集性疫情实现了社会面“清零”。
4月25日，辽宁省新增25例本土新冠肺炎确诊病例，均为丹东市报告；新增39例本土无症状感染者，其中沈阳市报告3例、大连市报告1例、丹东市报告35例。自即日起，丹东市区全面实行静态管理，市民足不出户。
4月26日0-12时，辽宁省新增35例本土无症状感染者，均为丹东市报告。4月26日12-24时，辽宁省新增67例本土无症状感染者，均为丹东市报告；新增2例境外输入无症状感染者，均为大连市报告。丹東市對該市77个小区、住宅楼实行封闭管理。
4月27日，辽宁省新增1例本土新冠肺炎确诊病例(由无症状感染者转为确诊病例)和55例本土无症状感染者，均为丹东市报告；新增8例境外输入无症状感染者，均为大连市报告。
4月28日，辽宁省新增1例本土新冠肺炎确诊病例（由无症状感染者转为确诊病例）和91例本土无症状感染者，均为丹东市报告。
4月29日，辽宁省新增1例本土新冠肺炎确诊病例(由无症状感染者转为确诊病例)和85例本土无症状感染者，均为丹东市报告；新增5例境外输入无症状感染者，其中沈阳市报告3例、大连市报告2例。
4月30日，辽宁省新增47例本土无症状感染者，其中大连市报告1例、丹东市报告46例；新增3例境外输入无症状感染者，其中沈阳市报告2例、大连市报告1例。

### 2022年5月
5月1日，辽宁省新增1例本土新冠肺炎确诊病例，为丹东市报告；新增95例本土无症状感染者，其中大连市报告1例、丹东市报告65例、营口市报告29例。
5月2日，辽宁省新增5例本土新冠肺炎确诊病例（含2例由无症状感染者转为确诊病例），均为丹东市报告；新增79例本土无症状感染者，其中丹东市报告34例、营口市报告45例。
5月1日至5月3日，辽宁农业职业技术学院累計確診人數達177例。5月3日，辽宁省新增128例本土无症状感染者，其中大连市报告1例、丹东市报告15例、营口市报告112例。
5月4日，辽宁省新增2例本土新冠肺炎确诊病例(含1例由无症状感染者转为确诊病例)，均为丹东市报告；新增99例本土无症状感染者，其中丹东市报告37例、营口市报告62例。同日，因丹东市第五中学发生聚集性疫情，丹东市第五中学党总支书记、校长李季、丹东市第九中学副校长王培一（交流到丹东市第五中学，分管学校疫情防控工作）被立案审查。辽宁农业职业技术学院累计报告224例感染者。
5月5日，辽宁省新增2例本土新冠肺炎确诊病例(由无症状感染者转为确诊病例)，均为丹东市报告；新增61例本土无症状感染者，其中丹东市报告36例、营口市报告24例、葫芦岛市报告1例；新增1例境外输入无症状感染者，为大连市报告。
5月6日，辽宁省新增1例本土新冠肺炎确诊病例，为丹东市报告；新增98例本土无症状感染者，其中沈阳市报告1例、丹东市报告28例、营口市报告69例；新增1例境外输入无症状感染者，为大连市报告。
5月7日，辽宁省新增85例本土无症状感染者，其中沈阳市报告8例、丹东市报告16例、营口市报告61例。當天起沈陽蘇家屯區解放、中兴、民主三个街道全域实施封闭静态管理。
5月8日，辽宁省新增50例本土无症状感染者，其中沈阳市报告3例、丹东市报告8例、营口市报告39例。截至當天，辽宁农业职业技术学院病例已達到309例。
5月9日，辽宁省新增2例本土新冠肺炎确诊病例（均由无症状感染者转为确诊病例），其中沈阳市报告1例、丹东市报告1例；新增53例本土无症状感染者，其中沈阳市报告5例、大连市报告4例、丹东市报告9例、营口市报告35例；新增1例境外输入无症状感染者，为大连市报告。
5月10日，辽宁省新增4例本土新冠肺炎确诊病例（均由无症状感染者转为确诊病例），均为营口市报告；新增60例本土无症状感染者，其中沈阳市报告6例、丹东市报告8例、营口市报告46例；新增1例境外输入新冠肺炎确诊病例，为大连市报告；新增2例境外输入无症状感染者，分别为沈阳市和大连市报告。
5月11日，辽宁省新增2例本土新冠肺炎确诊病例（均由无症状感染者转为确诊病例），其中沈阳市报告1例、营口市报告1例；新增85例本土无症状感染者，其中沈阳市报告2例、丹东市报告6例、营口市报告77例。
5月12日，辽宁省新增58例本土无症状感染者，其中沈阳市报告3例、丹东市报告5例、营口市报告50例。
5月13日，辽宁省新增2例本土新冠肺炎确诊病例（均由无症状感染者转为确诊病例），均为营口市报告；新增33例本土无症状感染者，其中沈阳市报告1例、大连市报告1例、丹东市报告3例、营口市报告28例。
5月14日0-24时，辽宁省新增2例本土新冠肺炎确诊病例，均为营口市报告；新增16例本土无症状感染者，其中沈阳市报告1例、丹东市报告2例、营口市报告13例；新增4例境外输入无症状感染者，其中沈阳市报告1例、大连市报告3例。
5月15日，辽宁省新增1例本土新冠肺炎确诊病例，为营口市报告；新增10例本土无症状感染者，其中沈阳市报告2例、丹东市报告2例、营口市报告6例。
5月17日，辽宁省新增1例本土无症状感染者和3例境外输入无症状感染者，均为沈阳市报告。
5月18日，辽宁省新增3例本土无症状感染者，均为沈阳市报告。
5月19日，辽宁省新增1例本土新冠肺炎确诊病例（由无症状感染者转为确诊病例），为沈阳市报告；新增2例本土无症状感染者，均为营口市报告；新增1例境外输入无症状感染者，为大连市报告。
5月20日，辽宁省新增4例本土无症状感染者，均为沈阳市报告；新增2例境外输入无症状感染者，均为大连市报告。
5月21日，辽宁省新增1例本土无症状感染者，为沈阳市报告。
5月22日，辽宁省新增1例本土新冠肺炎确诊病例（由无症状感染者转为确诊病例），为沈阳市报告。
5月23日，辽宁省新增1例本土新冠肺炎确诊病例（由无症状感染者转为确诊病例），为沈阳市报告。
5月24日，辽宁省新增11例本土无症状感染者，均为丹东市报告；新增1例境外输入无症状感染者，为大连市报告。
5月25日，辽宁省新增6例本土无症状感染者，均为丹东市报告。
5月26日，辽宁省新增9例本土无症状感染者，均为丹东市报告。
5月27日，辽宁省新增11例本土无症状感染者，均为丹东市报告；新增2例境外输入新冠肺炎确诊病例和2例境外输入无症状感染者，均为大连市报告。
5月28日，辽宁省新增8例本土无症状感染者，均为丹东市报告；新增1例境外输入无症状感染者，为大连市报告。
5月29日，辽宁省新增5例本土无症状感染者，均为丹东市报告。
5月30日，辽宁省新增12例本土无症状感染者，均为丹东市报告。即日起，丹東市振兴区开展清零行动，实施全域静态管理，封控区居民足不出户，管控区居民不出小区。
5月31日，辽宁省新增4例本土无症状感染者，均为丹东市报告。

### 2022年6月
6月1日，辽宁省新增4例本土无症状感染者，均为丹东市报告；新增1例境外输入无症状感染者，为大连市报告。
6月2日，辽宁省新增7例本土无症状感染者，均为丹东市报告；新增2例境外输入无症状感染者，均为大连市报告。
6月3日，辽宁省新增26例本土无症状感染者，均为丹东市报告；新增1例境外输入无症状感染者，为大连市报告。
6月4日，辽宁丹东东港市公安局发布《关于对东港市全域实施临时交通管制的通告》。自當天0时起，东港市全域范围内的道路实行临时交通管制。辽宁省当日新增25例本土无症状感染者，均为丹东市报告。
6月5日，辽宁省新增13例本土无症状感染者，均为丹东市报告。
6月6日，辽宁省新增13例本土新冠肺炎确诊病例（均由无症状感染者转为确诊病例）、新增19例本土无症状感染者，均为丹东市报告。
6月7日，辽宁省新增5例本土无症状感染者，均为丹东市报告；新增1例境外输入无症状感染者，为沈阳市报告。
6月8日，辽宁省新增11例本土新冠肺炎确诊病例（含9例由无症状感染者转为确诊病例）、新增3例本土无症状感染者，均为丹东市报告。
6月9日，辽宁省新增2例本土新冠肺炎确诊病例（含1例由无症状感染者转为确诊病例）、新增7例本土无症状感染者，均为丹东市报告；新增1例境外输入无症状感染者，为大连市报告。
6月10日，辽宁省新增3例本土新冠肺炎确诊病例，其中本溪市报告1例、丹东市报告2例；新增3例本土无症状感染者，均为丹东市报告。
6月11日，辽宁省无新增新冠肺炎确诊病例；新增5例本土无症状感染者，均为丹东市报告。
6月12日，辽宁省新增1例本土无症状感染者，为丹东市报告。
6月13日，辽宁省新增5例本土无症状感染者，均为丹东市报告。
6月14日，辽宁省新增2例本土新冠肺炎确诊病例和4例本土无症状感染者，均为丹东市报告。
6月15日，辽宁省新增3例本土新冠肺炎确诊病例和3例本土无症状感染者，均为丹东市报告。
6月16日，辽宁省新增4例本土新冠肺炎确诊病例和5例本土无症状感染者，均为丹东市报告。
6月17日，辽宁省新增4例本土新冠肺炎确诊病例和2例本土无症状感染者，均为丹东市报告；新增1例境外输入无症状感染者，为大连市报告。
6月18日，辽宁省新增1例本土新冠肺炎确诊病例和3例本土无症状感染者，均为丹东市报告；新增11例境外输入无症状感染者，均为沈阳市报告。
6月19日，辽宁省新增2例本土无症状感染者，均为丹东市报告。
6月20日，辽宁省新增6例本土无症状感染者，均为丹东市报告。
6月21日，辽宁省新增4例本土无症状感染者，均为丹东市报告。
6月22日，辽宁省新增5例本土无症状感染者，均为丹东市报告；新增1例境外输入无症状感染者，为大连市报告。
6月23日，辽宁省新增7例本土无症状感染者，均为丹东市报告。
6月24日起，丹东市有序恢复生产生活秩序。而丹东已封控將近90天，但此輪疫情的傳播鏈仍源头不明，有官员懷疑病毒可能從鄰國朝鮮乘風而來，已呼籲住在鴨綠江邊的居民南風天氣盡量不要開窗。当日辽宁省新增8例本土无症状感染者，均为丹东市报告。當天辽宁丹东市新冠肺炎疫情防控指挥部办公室表示主城区普通公路和市政道路上不允许设置交通卫生检疫点和进行物理隔离。
6月25日，辽宁省新增7例本土无症状感染者，均为丹东市报告；新增2例境外输入无症状感染者，均为沈阳市报告。
6月26日，辽宁省新增6例本土无症状感染者，均为丹东市报告。
6月27日，辽宁省新增4例本土无症状感染者，均为丹东市报告。
6月28日，辽宁省新增3例本土无症状感染者，均为丹东市报告。
6月29日，辽宁省新增7例本土无症状感染者，均为丹东市报告。
6月30日，辽宁省新增7例本土无症状感染者，均为丹东市报告。

### 2022年7月
7月1日，辽宁省新增8例本土无症状感染者，均为丹东市报告。
7月2日，辽宁省新增7例本土无症状感染者，均为丹东市报告。
7月3日，辽宁省新增9例本土无症状感染者，均为丹东市报告；新增1例境外输入新冠肺炎确诊病例，为沈阳市报告；新增1例境外输入无症状感染者，为大连市报告。
7月4日，辽宁省新增1例本土无症状感染者，为丹东市报告。
7月6日，辽宁省新增1例本土无症状感染者，为丹东市报告。
7月8日，辽宁省新增1例境外输入新冠肺炎确诊病例（由无症状感染者转为确诊病例），为沈阳市报告。
7月9日，辽宁省新增1例境外输入新冠肺炎确诊病例（由无症状感染者转为确诊病例），为沈阳市报告；新增3例境外输入无症状感染者，其中沈阳市报告2例、大连市报告1例。
7月10日，辽宁省新增2例境外输入新冠肺炎确诊病例（含1例由无症状感染者转为确诊病例）、新增3例境外输入无症状感染者，均为沈阳市报告。
7月14日，辽宁省新增2例境外输入新冠肺炎确诊病例，均为沈阳市报告；新增6例境外输入无症状感染者，其中沈阳市报告3例、大连市报告2例、营口市报告1例。
7月15日，辽宁省新增1例境外输入新冠肺炎确诊病例（由无症状感染者转为确诊病例），为沈阳市报告。
7月16日，辽宁省新增2例境外输入新冠肺炎确诊病例，均为沈阳市报告；新增2例境外输入无症状感染者，分别为沈阳市和大连市报告。
7月17日，辽宁省新增2例本土无症状感染者，分别为丹东市和营口市报告；新增2例境外输入新冠肺炎确诊病例（其中1例由无症状感染者转为确诊病例），均为沈阳市报告；新增3例境外输入无症状感染者，其中沈阳市报告1例、大连市报告2例。
7月19日，辽宁省新增1例境外输入新冠肺炎确诊病例（由无症状感染者转为确诊病例），为沈阳市报告。
7月21日13时起，丹東恢复16条城市公交线路运营。同時高鐵也逐步恢復。7月22日起，丹東早晚首末班车恢复正常发车时间，发车间隔，其他公交线路恢复运营。同時丹東恢复各类餐饮机构堂食。
7月23日，辽宁省新增1例本土无症状感染者，为沈阳市报告。
7月24日，辽宁省新增2例境外输入新冠肺炎确诊病例（其中1例由无症状感染者转为确诊病例），均为沈阳市报告。
7月25日，辽宁省新增1例境外输入新冠肺炎确诊病例，为沈阳市报告；新增2例境外输入无症状感染者，均为大连市报告。
7月26日，辽宁省新增1例境外输入新冠肺炎确诊病例，为大连市报告。
7月27日，辽宁省新增1例境外输入新冠肺炎确诊病例，为大连市报告；新增2例境外输入无症状感染者，分别为沈阳市和大连市报告。
7月29日，辽宁省新增2例境外输入新冠肺炎确诊病例、新增1例境外输入无症状感染者，均为大连市报告。
7月30日，辽宁省新增1例境外输入新冠肺炎确诊病例，为大连市报告；新增7例境外输入无症状感染者，其中沈阳市报告1例、大连市报告6例。

### 2022年8月
8月2日，辽宁省新增1例境外输入新冠肺炎确诊病例，为沈阳市报告；新增6例境外输入无症状感染者，其中沈阳市报告5例、大连市报告1例。
8月3日，辽宁省新增2例境外输入新冠肺炎确诊病例（均由无症状感染者转为确诊病例），均为沈阳市报告；新增4例境外输入无症状感染者，其中沈阳市报告2例、大连市报告2例。
8月5日，辽宁省新增1例境外输入新冠肺炎确诊病例和2例境外输入无症状感染者，均为沈阳市报告。
8月8日，辽宁省新增1例境外输入新冠肺炎确诊病例，为大连市报告；新增6例境外输入无症状感染者，其中沈阳市报告4例、大连市报告2例。
8月9日，辽宁省新增1例境外输入新冠肺炎确诊病例，为沈阳市报告；新增4例境外输入无症状感染者，其中沈阳市报告1例、大连市报告3例。
8月10日，辽宁省新增2例境外输入新冠肺炎确诊病例，均为沈阳市报告；新增2例境外输入无症状感染者，均为大连市报告。
8月11日，辽宁省新增1例境外输入新冠肺炎确诊病例，为沈阳市报告；新增6例境外输入无症状感染者，均为大连市报告。
8月12日，辽宁省新增1例境外输入新冠肺炎确诊病例，为沈阳市报告；新增8例境外输入无症状感染者，其中沈阳市报告3例、大连市报告5例。
8月14日，辽宁省新增2例境外输入新冠肺炎确诊病例（均由无症状感染者转为确诊病例），均为沈阳市报告；新增5例境外输入无症状感染者，其中沈阳市报告2例、大连市报告3例。
8月15日，辽宁省新增1例境外输入新冠肺炎确诊病例，为大连市报告；新增4例境外输入无症状感染者，其中沈阳市报告2例、大连市报告2例。
8月16日，辽宁省新增8例境外输入新冠肺炎确诊病例，其中沈阳市报告6例（含2例由无症状感染者转为确诊病例）、大连市报告2例（均由无症状感染者转为确诊病例）；新增5例境外输入无症状感染者，均为沈阳市报告。
8月19日，辽宁省新增5例本土无症状感染者，均为大连市报告；新增5例境外输入新冠肺炎确诊病例，均为沈阳市报告；新增16例境外输入无症状感染者，其中沈阳市报告13例、大连市报告3例。
8月20日，锦州市新冠肺炎疫情防控指挥部发布消息，当日凌晨1时30分，锦州市接到外省协查电话，告知当地有一20:1混管检测结果异常，其中有锦州市到西藏自驾游玩的6名游客，游客目前已返锦。锦州市立即核查情况，查明6人刚返回锦州并进行了落地核酸检测。按照协查通知要求，立即对6人进行单管核酸检测，其中4人两次检测结果均显示异常。经调查，6人系同行人员，于8月1日自驾由锦州出发到西藏旅游。8月15日离开西藏，途经青海、甘肃、山西等地，8月19日23时，经锦州高速口入锦，入锦前最后停留的服务区为山海关服务区，之后未在服务区停留。当日辽宁省新增4例本土新冠肺炎确诊病例，均为锦州市报告；新增8例本土无症状感染者，均为大连市报告；新增2例境外输入新冠肺炎确诊病例，其中沈阳市报告1例、大连市报告1例（由无症状感染者转为确诊病例）；新增7例境外输入无症状感染者，其中沈阳市报告4例、大连市报告3例。
8月21日，辽宁省新增1例本土新冠肺炎确诊病例，为锦州市报告；新增3例本土无症状感染者，其中大连市报告2例、锦州市报告1例；新增2例境外输入新冠肺炎确诊病例和4例境外输入无症状感染者，均为沈阳市报告。
8月22日，辽宁省新增2例本土无症状感染者，均为大连市报告；新增2例境外输入新冠肺炎确诊病例，均为沈阳市报告；新增2例境外输入无症状感染者，分别为沈阳市和大连市报告。
8月23日，辽宁省新增11例本土无症状感染者，其中沈阳市报告7例、大连市报告2例、铁岭市报告2例；新增1例境外输入新冠肺炎确诊病例，为大连市报告；新增5例境外输入无症状感染者，其中沈阳市报告2例、大连市报告3例。
8月24日，辽宁省新增2例本土新冠肺炎确诊病例，均为本溪市报告；新增7例本土无症状感染者，其中沈阳市报告5例、本溪市报告1例、铁岭市报告1例；新增4例境外输入无症状感染者，均为大连市报告。
8月25日，辽宁省新增3例本土新冠肺炎确诊病例，其中沈阳市报告1例、铁岭市报告2例（含1例由无症状感染者转为确诊病例）；新增9例本土无症状感染者，其中沈阳市报告2例、铁岭市报告7例；新增1例境外输入新冠肺炎确诊病例和2例境外输入无症状感染者，均为大连市报告。
8月26日，辽宁省新增3例本土新冠肺炎确诊病例，其中沈阳市报告1例、铁岭市报告2例；新增6例本土无症状感染者，其中沈阳市报告3例、大连市报告1例、本溪市报告1例、铁岭市报告1例；新增3例境外输入无症状感染者，其中沈阳市报告1例、大连市报告2例。
8月27日，辽宁省新增6例本土新冠肺炎确诊病例，均为铁岭市报告（均由无症状感染者转为确诊病例）；新增10例本土无症状感染者，其中沈阳市报告1例、大连市报告2例、本溪市报告7例；新增7例境外输入无症状感染者，均为大连市报告。當天8时启动沈阳市内九区第三轮区域全员核酸检测工作。本溪市决定自8月27日至29日间，全市范围内所有客运站、客运班线、旅游包车、公交车、出租车暂停运行，全市人员非必要不离溪。
8月28日，辽宁省新增3例本土新冠肺炎确诊病例，其中本溪市报告2例、铁岭市报告1例；新增25例本土无症状感染者，其中沈阳市报告5例、大连市报告15例、本溪市报告4例、铁岭市报告1例；新增1例境外输入新冠肺炎确诊病例和5例境外输入无症状感染者，均为大连市报告。
8月29日24时起至9月3日24时止，大連主城区（中山区、西岗区、沙河口区、甘井子区、高新区）区域内全体居民实行非必要不出户。每户居民每天最多可安排1人外出1次采买生活物资（中高风险地区除外）。主城区区域内公交、地铁（轻轨）、长途客车、旅游包车（不含返回外市地的旅游包车）暂时停运。出租车、网约车继续运营。市内区间的铁路客运暂停售票。此外，8月30日0时至9月5日24时，沈阳全市连续开展区域核酸检测，期间密闭公共场所暂时关闭；早晚夜市、花鸟鱼市、农村大集暂停开放；餐厅饭店暂停堂食；中小学校、幼儿园、校外培训机构暂时停止线下教学；全市长途客车、旅游包车（不含返回外市地的旅游包车）暂停运营，市内九城区公交、地铁（轻轨）早晚高峰（6时至8时30分、16时30分至19时）正常运营，平峰时段加大车辆间隔为日常平峰时段一倍。当日辽宁省新增2例本土新冠肺炎确诊病例（含1例由无症状感染者转为确诊病例），均为沈阳市报告；新增50例本土无症状感染者，其中沈阳市报告2例、大连市报告40例、本溪市报告8例。
8月30日，辽宁省新增5例本土新冠肺炎确诊病例，其中沈阳市报告1例（由无症状感染者转为确诊病例）、大连市报告3例、铁岭市报告1例；新增71例本土无症状感染者，其中沈阳市报告1例、大连市报告62例、本溪市报告8例；新增6例境外输入无症状感染者，均为大连市报告。
8月31日，辽宁省新增9例本土新冠肺炎确诊病例，其中大连市报告4例、本溪市报告5例（含2例由无症状感染者转为确诊病例）；新增109例本土无症状感染者，其中沈阳市报告1例、大连市报告101例、鞍山市报告2例、本溪市报告5例；新增2例境外输入无症状感染者，均为大连市报告。

### 2022年9月
9月1日，辽宁省新增5例本土新冠肺炎确诊病例，其中沈阳市报告2例（均由无症状感染者转为确诊病例）、大连市报告3例（含1例由无症状感染者转为确诊病例）；新增114例本土无症状感染者，其中大连市报告112例、本溪市报告1例、铁岭市报告1例；新增3例境外输入无症状感染者，均为沈阳市报告。大连市疾控中心流调专家介绍，大连市本轮疫情初步判定感染来源为入境人员集中隔离宾馆非闭环管理人员意外暴露导致感染进而造成传播。8月20日以来疫情的早期病例曾去过桃源市场，而8月26日以来的部分病例是桃源市场的业主和顾客。故溯源结果为由感染者引入桃源市场，造成病毒广泛传播。
9月2日，辽宁省新增8例本土新冠肺炎确诊病例，其中大连市报告6例、本溪市报告2例（含1例由无症状感染者转为确诊病例）；新增116例本土无症状感染者，其中大连市报告106例、鞍山市报告6例、本溪市报告1例、营口市报告3例；新增1例境外输入新冠肺炎确诊病例，为沈阳市报告；新增5例境外输入无症状感染者，其中沈阳市报告2例、大连市报告3例。
9月3日，辽宁省新增11例本土新冠肺炎确诊病例，其中沈阳市报告5例、大连市报告5例、铁岭市报告1例；新增113例本土无症状感染者，其中沈阳市报告6例、大连市报告101例、鞍山市报告2例、营口市报告4例；新增1例境外输入新冠肺炎确诊病例，为沈阳市报告；新增7例境外输入无症状感染者，其中沈阳市报告4例、大连市报告3例。大連市開展區域核酸篩查。

9月4日，辽宁省新增13例本土新冠肺炎确诊病例，其中沈阳市报告1例、大连市报告9例、铁岭市报告3例（均由无症状感染者转为确诊病例）；新增93例本土无症状感染者，其中大连市报告86例、本溪市报告1例、营口市报告6例；新增1例境外输入无症状感染者，为大连市报告。
9月5日，辽宁省新增2例本土新冠肺炎确诊病例，均为大连市报告；新增89例本土无症状感染者，其中大连市报告85例、鞍山市报告1例、本溪市报告1例、营口市报告2例；新增1例境外输入新冠肺炎确诊病例，为沈阳市报告。
9月6日，辽宁省新增2例本土新冠肺炎确诊病例，均为大连市报告；新增77例本土无症状感染者，其中大连市报告76例、鞍山市报告1例；新增1例境外输入无症状感染者，为大连市报告。
9月7日，辽宁省新增3例本土新冠肺炎确诊病例，均为大连市报告；新增71例本土无症状感染者，其中大连市报告70例、营口市报告1例。
9月8日，辽宁省新增3例本土新冠肺炎确诊病例，其中沈阳市报告1例、大连市报告2例（含1例由无症状感染者转为确诊病例）；新增77例本土无症状感染者，其中沈阳市报告1例、大连市报告75例、鞍山市报告1例。新增1例境外输入新冠肺炎确诊病例，为沈阳市报告；新增3例境外输入无症状感染者，其中沈阳市报告1例、大连市报告2例。
9月9日，辽宁省新增3例本土新冠肺炎确诊病例和53例本土无症状感染者，均为大连市报告；新增6例境外输入无症状感染者，其中沈阳市报告5例、大连市报告1例。当日，沈阳全市各类公共场所有序放开，市内公交、地铁（轻轨）正常运营。
9月10日，辽宁省新增38例本土无症状感染者和1例境外输入无症状感染者，均为大连市报告。
9月11日0时起，大连调整疫情防控有关措施，中山区、西岗区、沙河口区、甘井子区和高新区七日内没有阳性病例报告的无疫情小区，居民可以错峰在小区内活动，戴口罩，不聚集；非必要不离开小区，允许每户居民每天安排1人外出1次就近购买生活物资（中山区、西岗区的居民离开小区仍需经社区进行必要性审核）；实行隔日一次核酸筛查；恢复快递、外卖等无接触配送服务。其他县（市）区可在本行政区内正常流动（各类风险人群继续严格落实相应管控措施），不得离开本行政区。当日辽宁省新增28例本土无症状感染者，均为大连市报告；新增4例境外输入新冠肺炎确诊病例，其中沈阳市报告1例、大连市报告3例；新增4例境外输入无症状感染者，均为大连市报告。
9月12日，辽宁省新增3例本土新冠肺炎确诊病例和22例本土无症状感染者，均为大连市报告；新增2例境外输入新冠肺炎确诊病例，均为大连市报告；新增10例境外输入无症状感染者，其中沈阳市报告3例、大连市报告7例。
9月13日，辽宁省新增10例本土无症状感染者，均为大连市报告。
9月14日，辽宁省新增8例本土无症状感染者，其中沈阳市报告2例、大连市报告6例；新增3例境外输入新冠肺炎确诊病例，均为沈阳市报告；新增5例境外输入无症状感染者，其中沈阳市报告4例、大连市报告1例。
9月15日，辽宁省新增1例本土无症状感染者，为沈阳市报告；新增1例境外输入新冠肺炎确诊病例，为沈阳市报告；新增2例境外输入无症状感染者，分别为沈阳市和大连市报告。
9月16日，辽宁省新增2例境外输入新冠肺炎确诊病例（含1例由无症状感染者转为确诊病例），均为沈阳市报告。
9月18日，辽宁省新增1例境外输入新冠肺炎确诊病例和6例境外输入无症状感染者，均为大连市报告。
9月19日起，大连開始恢复全市正常生产生活秩序。
9月22日，辽宁省新增2例境外输入新冠肺炎确诊病例（均由无症状感染者转为确诊病例），均为沈阳市报告；新增7例境外输入无症状感染者，其中沈阳市报告6例、大连市报告1例。
9月23日，辽宁省新增3例境外输入新冠肺炎确诊病例，其中沈阳市报告2例（含1例由无症状感染者转为确诊病例）、大连市报告1例；新增2例境外输入无症状感染者，均为大连市报告。
9月26日，辽宁省新增2例境外输入新冠肺炎确诊病例（均由无症状感染者转为确诊病例），均为沈阳市报告；新增5例境外输入无症状感染者，其中沈阳市报告1例、大连市报告4例。
9月27日，辽宁省新增1例境外输入新冠肺炎确诊病例和1例境外输入无症状感染者，均为沈阳市报告。
9月28日，辽宁省新增1例境外输入新冠肺炎确诊病例，为沈阳市报告；新增4例境外输入无症状感染者，其中沈阳市报告3例、大连市报告1例。
9月29日，辽宁省新增2例境外输入新冠肺炎确诊病例，均为沈阳市报告；新增3例境外输入无症状感染者，其中沈阳市报告2例、大连市报告1例。

### 2022年10月
10月1日，辽宁省新增1例本土无症状感染者，为大连市报告；新增1例境外输入新冠肺炎确诊病例和2例境外输入无症状感染者，均为沈阳市报告。
10月2日，辽宁省新增1例本土新冠肺炎确诊病例，为朝阳市报告；新增1例境外输入无症状感染者，为大连市报告。
10月3日，辽宁省新增1例本土无症状感染者，为朝阳市报告。
10月4日，辽宁省新增1例本土无症状感染者，为朝阳市报告。
10月5日，辽宁省新增4例本土新冠肺炎确诊病例，其中沈阳市报告1例、朝阳市报告3例；新增2例本土无症状感染者，分别为大连市和朝阳市报告。
10月6日，辽宁省新增3例本土新冠肺炎确诊病例（含1例由无症状感染者转为确诊病例），均为朝阳市报告；新增2例境外输入无症状感染者，均为沈阳市报告。
10月7日，辽宁省新增1例本土新冠肺炎确诊病例，为沈阳市报告；新增4例本土无症状感染者，其中鞍山市报告2例、营口市报告2例；新增4例境外输入新冠肺炎确诊病例，均为锦州市报告；新增6例境外输入无症状感染者，其中沈阳市报告4例、大连市报告2例。
10月8日，辽宁省新增4例本土新冠肺炎确诊病例，其中沈阳市报告1例、锦州市报告2例、朝阳市报告1例（由无症状感染者转为确诊病例）；新增20例本土无症状感染者，其中大连市报告2例、鞍山市报告16例、营口市报告2例。
10月9日，辽宁省新增4例本土新冠肺炎确诊病例，其中鞍山市报告1例、抚顺市报告2例、铁岭市报告1例；新增26例本土无症状感染者，其中沈阳市报告2例、大连市报告1例、鞍山市报告19例、抚顺市报告1例、铁岭市报告1例、朝阳市报告2例；新增4例境外输入无症状感染者，其中沈阳市报告1例、大连市报告3例。
10月10日，辽宁省新增11例本土新冠肺炎确诊病例，其中沈阳市报告2例（含1例由无症状感染者转为确诊病例）、抚顺市报告4例（含1例由无症状感染者转为确诊病例）、锦州市报告1例、铁岭市报告2例（含1例由无症状感染者转为确诊病例）、朝阳市报告2例（含1例由无症状感染者转为确诊病例）；新增18例本土无症状感染者，其中鞍山市报告16例、铁岭市报告1例、盘锦市报告1例；新增2例境外输入无症状感染者，分别为沈阳市和大连市报告。
10月11日，辽宁省新增25例本土新冠肺炎确诊病例，其中沈阳市报告1例（由无症状感染者转为确诊病例）、鞍山市报告4例（含3例由无症状感染者转为确诊病例）、抚顺市报告10例、铁岭市报告1例（由无症状感染者转为确诊病例）、朝阳市报告9例；新增22例本土无症状感染者，其中沈阳市报告2例、大连市报告1例、鞍山市报告13例、铁岭市报告1例、朝阳市报告4例、盘锦市报告1例。
10月12日，辽宁省新增32例本土新冠肺炎确诊病例，其中沈阳市报告7例（含1例由无症状感染者转为确诊病例）、鞍山市报告9例、抚顺市报告5例、锦州市报告1例、铁岭市报告1例（由无症状感染者转为确诊病例）、朝阳市报告9例（含1例由无症状感染者转为确诊病例）；新增19例本土无症状感染者，其中大连市报告1例、鞍山市报告7例、抚顺市报告1例、朝阳市报告5例、葫芦岛市报告5例。
10月13日，辽宁省新增19例本土新冠肺炎确诊病例，其中沈阳市报告4例、抚顺市报告3例、锦州市报告1例、朝阳市报告9例（含2例由无症状感染者转为确诊病例）、葫芦岛市报告2例（含1例由无症状感染者转为确诊病例）；新增17例本土无症状感染者，其中沈阳市报告1例、大连市报告4例、鞍山市报告4例、抚顺市报告1例、辽阳市报告1例、葫芦岛市报告6例。新增2例境外输入新冠肺炎确诊病例，均为沈阳市报告；新增2例境外输入无症状感染者，分别为沈阳市和大连市报告。
由于沈阳市连续在域外来（返）沈人员中检出阳性感染者，社会面防控存在不确定性，因此自10月14日0时至10月20日24时，沈阳市重新收紧疫情防控措施。部分场所暂停开放，严格聚集性活动管理。同時10月14日起沈阳连续开展全员核酸检测。当日辽宁省新增8例本土新冠肺炎确诊病例，其中沈阳市报告2例、抚顺市报告5例、锦州市报告1例；新增15例本土无症状感染者，其中大连市报告2例、鞍山市报告4例、抚顺市报告1例、朝阳市报告4例、葫芦岛市报告4例。新增2例境外输入无症状感染者，均为大连市报告。
10月15日，辽宁省新增1例本土新冠肺炎确诊病例，为抚顺市报告；新增9例本土无症状感染者，其中沈阳市报告1例、抚顺市报告6例、葫芦岛市报告2例。新增4例境外输入无症状感染者，均为沈阳市报告。
10月16日，辽宁省新增2例本土新冠肺炎确诊病例和6例本土无症状感染者，均为抚顺市报告。新增6例境外输入无症状感染者，其中沈阳市报告3例、大连市报告3例。
10月17日，辽宁省新增3例本土新冠肺炎确诊病例，其中抚顺市报告1例、盘锦市报告2例；新增3例本土无症状感染者，其中抚顺市报告2例、盘锦市报告1例。新增3例境外输入无症状感染者，均为大连市报告。
10月18日，辽宁省无新增新冠肺炎确诊病例；新增3例本土无症状感染者，均为抚顺市报告。
10月19日，辽宁省新增1例本土新冠肺炎确诊病例，为抚顺市报告；新增3例本土无症状感染者，其中抚顺市报告1例、锦州市报告2例。
10月23日，辽宁省新增2例本土无症状感染者，均为葫芦岛市报告；新增1例境外输入新冠肺炎确诊病例，为沈阳市报告；新增4例境外输入无症状感染者，其中沈阳市报告1例、大连市报告3例。
10月27日，辽宁省新增3例本土无症状感染者，其中鞍山市报告1例、朝阳市报告2例；新增5例境外输入无症状感染者，均为沈阳市报告。
10月28日，辽宁省新增5例本土无症状感染者，其中锦州市报告3例、阜新市报告2例；新增1例境外输入无症状感染者，为大连市报告。
10月29日，辽宁省新增3例本土新冠肺炎确诊病例，均为锦州市报告；新增4例本土无症状感染者，其中大连市报告1例、锦州市报告3例；新增3例境外输入新冠肺炎确诊病例，其中沈阳市报告2例、大连市报告1例；新增6例境外输入无症状感染者，其中沈阳市报告4例、大连市报告2例。
10月30日，辽宁省新增1例本土新冠肺炎确诊病例，为朝阳市报告；新增6例本土无症状感染者，其中丹东市报告1例、锦州市报告4例、朝阳市报告1例；新增4例境外输入新冠肺炎确诊病例，均为沈阳市报告；新增10例境外输入无症状感染者，其中沈阳市报告3例、大连市报告6例、鞍山市报告1例。
10月31日，丹东市在主城区全员核酸检测中又发现10管混管检测结果异常，丹东市新冠肺炎疫情防控指挥部决定在主城区采取连续3天静态管理措施。丹東機場亦自即日起取消所有航班。

### 2022年11月
辽宁葫芦岛市绥中县人民法院对被告人贺某某、韩某妨害传染病防治案进行公开开庭审理，被告人贺某某、韩某在新冠肺炎疫情防控期间被指控妨害传染病防治，被判处有期徒刑四年。2022年11月22日，被告人贺某某和韩某驾驶辽PC2438号大货车从绥中县前往黑龙江省牡丹江市送货，1月25日返回绥中县。二人未对去过牡丹江绥芬河市的行程进行报备。后被告人贺某某和韩某均被确诊患有新冠病毒肺炎，造成绥中县183人被感染，7865人被隔离，全县陆续划定34个封控区、管控区和重点防范区，启用隔离场所61家，绥中县财政共支出各项疫情应急处置费用约1.55亿元。
2022年11月24日0时起至11月28日24时，沈阳市九区（和平区、沈河区、铁西区、皇姑区、大东区、浑南区、于洪区、沈北新区、苏家屯区）连续开展区域核酸检测，期间严格限制人员非必要流动。
2022年11月25日起，沈阳市多所高校报告阳性学生个案。

### 2022年12月
12月1日0时起至12月5日24时，沈阳市调整市内九区（和平区、沈河区、铁西区、皇姑区、大东区、浑南区、于洪区、沈北新区、苏家屯区）疫情防控措施。措施明确，对核酸检测分类实施，有序恢复经营活动。
12月2日，锦州市在官方发布争议文章后不久宣布有序恢复主城区正常生产生活秩序。
12月6日起，沈阳市不再开展常态化核酸检测，继续按照相关规定执行风险岗位、重点人员核酸检测；密闭公共场所恢复开放；出入小区、乘坐公共交通、其他公共场所，不再查验核酸检测阴性证明；购买退热、止咳、抗病毒、抗生素等“四类药品”，不再查验核酸检测阴性证明，不再需要实名登记信息。大连市同日起也调整了相关措施。
12月9日起，乘坐大连地铁、大连公交不需再扫场所码。
12月18日，辽宁省卫生健康委员会最后一次在官网发布前日疫情情况数据，此后未再更新。

### 2023年1月
1月12日，大连市卫生健康委员会通报称，大连市“已平稳渡过新冠病毒感染高峰”。

## 争议
2020年7月28日，一名老年乘客在大连地铁12号线旅顺站乘车时，因不能出示健康码被安检人员与站务人员阻拦。视频经曝光至互联网后，引发舆论热议，部分网民对视频中工作人员不友好的态度提出质疑与不满。8月8日，大连地铁集团有限公司在社交媒体上发表对此事的声明，承认“工作人员工作的方式方法不妥当”，并表示“对车站工作人员进行了批评教育”。
2020年12月，大连某管理有限公司在对进口冷链货品进行装卸搬运作业中，因不执行卫生防疫机构提出的传染病预防、控制措施，虚增、篡改备案作业人员名单，任由作业人员下班后经常出入人员密集的多个公共场所，导致新冠病毒由进口冷链货品向社会面扩散传播，构成妨害传染病防治罪，公司三名直接负责的主管人员承担刑事责任，被判处4年9个月到3年3个月不等的有期徒刑。一审宣判后，被告单位、被告人均不服，提出上诉。2022年4月，大连市中院对该案二审宣判，裁定驳回上诉，维持原判。2023年4月中旬，大连中院驳回了原审被告单位和两名原审被告人的申诉。其中，对于原审被告人付某浩方面提出的新冠病毒已变为“乙类乙管”，主张其不再构成妨害传染病防治罪，要求减刑，法院认为，本案系发生在《中华人民共和国刑法修正案 （十一 ）》实施前，按照“从旧兼从轻”的原则，应当适用该修正案实施前的法律规定。其行为符合妨害传染病防治罪的构成要件，对其判处有期徒刑四年九个月结论正确。同时，申诉理由缺乏事实和法律依据，予以驳回。
在2020年12月23日沈阳通报1例确诊病例后，患者尹某某及其家人的個人私隱信息，包括姓名、身份證號、手機號碼、家庭詳細地址等在網絡上傳開，並遭到言语攻击。尹某某的家屬表示自己的精神處於完全崩潰狀態，尹某某表示希望有關信息不要再繼續轉發擴散，並表示有關部門應該對洩露資料的人一查到底。而瀋陽警方已經就事件展開調查。2021年1月30日，尹某某在冠状病毒病治癒後因腹膜炎、膿毒性休克死亡，其后尹某某的兒子發布一封「致瀋陽市民的信」，稱母親已經去世，但來自網絡的罵聲仍不斷，有必要做一個詳實交代。
2021年11月17日11时许，网民“默然之后蓦然”在微博上发布微博称“不希望大连疫情停止、希望越多越好”，引发网民的抗议。其后发布微博的网民宋某（系大连市一民办幼儿园教师）因寻衅滋事被公安机关依法处以行政拘留处罚，其所在幼儿园已经对宋某做出开除决定。
2022年3月，辽宁省副省长王明玉在视察省内高校时，提出高校要实施“铁桶式”全封闭管理。但在5月，封闭管理下的辽宁农业职业技术学院仍爆发疫情，学院党委书记和院长致信道歉。且辽宁高校的封闭式管理受到学生在知乎等平台批评。同年9月，因辽宁省多所高校始终未发布返校日期并长期进行线上授课，且教育局和卫健委互相推卸责任，使得辽宁省大学生严重不满爆发返校运动，微博相关词条于2022年9月16日进入微博热搜。关于返校的相关词条次日被删除，但辽宁省教育局于当天下午紧急开会并通知返校。
2022年4月，在沈阳市本土疫情期间，辽宁广播电视台都市频道主持人朱霞在个人短视频平台账号上直播，在与粉丝互动聊天时，有粉丝问到沈阳疫情的情况，朱霞表示对着“内部消息”了解得比较及时也比较多，所以开始在直播间里“呼吁”了起来，强调“皇姑区”这个地方不容乐观，所以希望自己的粉丝答应自己，出去做核酸的时候要多加小心。最后朱霞说出了整个事件中最有“争议”的一句话“你们就听我的，听我的就对了，我不能说为什么，也不能说原因和理由，你们听我的就对了”。事发后，辽宁都市频道通报批评，称朱霞从事短视频直播未经电视台领导批准，违反国家和台的有关规定，主持人严禁在个人账号发布关于疫情的信息，决定暂停其主持工作，播音负责人的职务也被免除，个人账号暂停更新。
2022年5月，丹东市一小区居民楼因一个住户阳性而被集中送往沈阳隔离，隔离结束后才发现该阳性居民实际居住在另外一幢楼中。当地负责人并未认错，反称是按照丹东的防疫政策行事。
2022年6月13日晚，丹东市市长郝建军主持召开了一场的座谈会，会上其就前一阶段政府工作和基层服务的不足之处向群众致歉。但有媒体认为其并未回应具体问题。
2022年6月21日下午6时许，丹东市振兴区一对父女駕車經過十纬路卡口時因健康码显示为黄码被警察拦停，这名女子强调自己出门前已获社区开具证明，早上也做过核酸检测，不明白为何健康码仍显示黄码，雙方之後起爭執，警方將女子推到在地並拖拽，女子父親上前打了警察的脸。警方隨即將父女二人逮捕。女子被行政拘留10日；女子父親被採取刑事强制措施。此事舆论普遍支持父女而非警察。有人甚至质疑丹东市的防疫政策。胡錫進也質疑警方的做法，並反對一刀切防疫。胡锡进也認為丹东封控时间过长，也使得当地群众越來越不滿。6月23日下午，丹东市委宣传部表示当地已注意到网络相关舆情，正在对相关事件进一步调查。
2022年6月，據天目新聞報道，丹東市振興區花園街道桃源社区一名93歲老人因為小腸氣手術後需要去醫院拿藥，去社區開通行證明時被拒絕，老人試圖給工作人員看手術刀口，結果褲子不小心滑落，社區工作人員稱老人「耍流氓」並報警。之後老人被警方帶走時被戴上手銬，且被打得滿嘴是血。老人回到社區後於凌晨4時許在社區門口上吊自殺。天目新聞的這篇報道很快被刪除。
2022年7月，辽宁沈阳有部分核酸点因检测人员被拖欠工资而罢工。当地卫健局表示款项已拨至外包公司。
2022年8月28日，大连市新冠肺炎疫情防控总指挥部发布第23号令，其中第三点“减少人员流动和聚集”中的若干规定，如市内片区公共交通运行车次减至日常的10%，其他区域减至50%；所有司乘人员、乘客均需规范佩戴N95或以上级别口罩，引发广泛关注和讨论。

由于车次减少，公交车出现严重拥挤的情况，8月28日当天，一台底盘侧倾的708路公交车照片在网络上广泛流传，成为一时火热的网络迷因，被网民创作成各式表情包。而相关部门回应时则称，公共交通减班措施“初衷是为了限制人员流动”，但在发现“未达到预期效果”后，“立即启动应急预案”进行了调整。

N95口罩也成为了当时当地的抢手货，甚至有男子坐公交因未佩戴N95口罩，戴普通口罩引发其他乘客不满，被骂“缺德”。北京某三甲医院感染科一位医生对此表示，认为这些措施存在过度的情况，应考虑优化。
2022年12月1日，锦州市人民政府办公厅“锦州发布”微信公众号发表了一篇题为《关于当前疫情防控措施的几点考虑》的文章，文中称，“能清零而不清零，实在是太可惜了”“再继续坚守几日，实现‘动态清零’”。由于彼时中国大陆多地已经放松疫情管控，且中央层面已数日未提及“动态清零”，该文引发争议。次日，锦州突然宣布解封。
2022年12月15日，媒体报道称，网络上出现了辽宁营口万达影城开放了电影《阿凡达2》的阴阳场次供观众选择的截图。12月16日，该店负责人向南都记者表示，网传截图并不属实。